# De ludo scachorum
De ludo scachorum (Du jeu d'échecs) est un traité en latin du religieux franciscain et mathématicien italien, Luca Pacioli (1447-1517), originaire de Sansepolcro. Ce traité, rédigé vers 1500, est également connu sous le nom de Chasser l'ennui (italien : Schifanoia). 
Les illustrations du traité sont attribuées en partie à Léonard de Vinci (1452-1519), et en partie à Pacioli lui-même, dont notamment la section contenant des problèmes d'échecs.

## Histoire de la création et destin du traité
|   | a | b | c | d | e | f | g | h |   |
| 8 | Roi noir sur case blanche a8 · Tour noire sur case noire d8 · Cavalier noir sur case blanche e8 · Fou noir sur case noire f8 · Fou noir sur case blanche h7 · Tour blanche sur case blanche g6 · Tour noire sur case noire h6 · Dame noire sur case noire e5 · Roi blanc sur case blanche c4 · Fou blanc sur case blanche e4 · Cavalier blanc sur case noire h4 · Tour blanche sur case noire g3 · Pion noir sur case noire d2 · Pion noir sur case noire f2 · Pion blanc sur case blanche g2 · Fou blanc sur case noire h2 · Dame blanche sur case blanche b1 · Cavalier blanc sur case blanche d1 · Cavalier noir sur case noire g1 | Roi noir sur case blanche a8 · Tour noire sur case noire d8 · Cavalier noir sur case blanche e8 · Fou noir sur case noire f8 · Fou noir sur case blanche h7 · Tour blanche sur case blanche g6 · Tour noire sur case noire h6 · Dame noire sur case noire e5 · Roi blanc sur case blanche c4 · Fou blanc sur case blanche e4 · Cavalier blanc sur case noire h4 · Tour blanche sur case noire g3 · Pion noir sur case noire d2 · Pion noir sur case noire f2 · Pion blanc sur case blanche g2 · Fou blanc sur case noire h2 · Dame blanche sur case blanche b1 · Cavalier blanc sur case blanche d1 · Cavalier noir sur case noire g1 | Roi noir sur case blanche a8 · Tour noire sur case noire d8 · Cavalier noir sur case blanche e8 · Fou noir sur case noire f8 · Fou noir sur case blanche h7 · Tour blanche sur case blanche g6 · Tour noire sur case noire h6 · Dame noire sur case noire e5 · Roi blanc sur case blanche c4 · Fou blanc sur case blanche e4 · Cavalier blanc sur case noire h4 · Tour blanche sur case noire g3 · Pion noir sur case noire d2 · Pion noir sur case noire f2 · Pion blanc sur case blanche g2 · Fou blanc sur case noire h2 · Dame blanche sur case blanche b1 · Cavalier blanc sur case blanche d1 · Cavalier noir sur case noire g1 | Roi noir sur case blanche a8 · Tour noire sur case noire d8 · Cavalier noir sur case blanche e8 · Fou noir sur case noire f8 · Fou noir sur case blanche h7 · Tour blanche sur case blanche g6 · Tour noire sur case noire h6 · Dame noire sur case noire e5 · Roi blanc sur case blanche c4 · Fou blanc sur case blanche e4 · Cavalier blanc sur case noire h4 · Tour blanche sur case noire g3 · Pion noir sur case noire d2 · Pion noir sur case noire f2 · Pion blanc sur case blanche g2 · Fou blanc sur case noire h2 · Dame blanche sur case blanche b1 · Cavalier blanc sur case blanche d1 · Cavalier noir sur case noire g1 | Roi noir sur case blanche a8 · Tour noire sur case noire d8 · Cavalier noir sur case blanche e8 · Fou noir sur case noire f8 · Fou noir sur case blanche h7 · Tour blanche sur case blanche g6 · Tour noire sur case noire h6 · Dame noire sur case noire e5 · Roi blanc sur case blanche c4 · Fou blanc sur case blanche e4 · Cavalier blanc sur case noire h4 · Tour blanche sur case noire g3 · Pion noir sur case noire d2 · Pion noir sur case noire f2 · Pion blanc sur case blanche g2 · Fou blanc sur case noire h2 · Dame blanche sur case blanche b1 · Cavalier blanc sur case blanche d1 · Cavalier noir sur case noire g1 | Roi noir sur case blanche a8 · Tour noire sur case noire d8 · Cavalier noir sur case blanche e8 · Fou noir sur case noire f8 · Fou noir sur case blanche h7 · Tour blanche sur case blanche g6 · Tour noire sur case noire h6 · Dame noire sur case noire e5 · Roi blanc sur case blanche c4 · Fou blanc sur case blanche e4 · Cavalier blanc sur case noire h4 · Tour blanche sur case noire g3 · Pion noir sur case noire d2 · Pion noir sur case noire f2 · Pion blanc sur case blanche g2 · Fou blanc sur case noire h2 · Dame blanche sur case blanche b1 · Cavalier blanc sur case blanche d1 · Cavalier noir sur case noire g1 | Roi noir sur case blanche a8 · Tour noire sur case noire d8 · Cavalier noir sur case blanche e8 · Fou noir sur case noire f8 · Fou noir sur case blanche h7 · Tour blanche sur case blanche g6 · Tour noire sur case noire h6 · Dame noire sur case noire e5 · Roi blanc sur case blanche c4 · Fou blanc sur case blanche e4 · Cavalier blanc sur case noire h4 · Tour blanche sur case noire g3 · Pion noir sur case noire d2 · Pion noir sur case noire f2 · Pion blanc sur case blanche g2 · Fou blanc sur case noire h2 · Dame blanche sur case blanche b1 · Cavalier blanc sur case blanche d1 · Cavalier noir sur case noire g1 | Roi noir sur case blanche a8 · Tour noire sur case noire d8 · Cavalier noir sur case blanche e8 · Fou noir sur case noire f8 · Fou noir sur case blanche h7 · Tour blanche sur case blanche g6 · Tour noire sur case noire h6 · Dame noire sur case noire e5 · Roi blanc sur case blanche c4 · Fou blanc sur case blanche e4 · Cavalier blanc sur case noire h4 · Tour blanche sur case noire g3 · Pion noir sur case noire d2 · Pion noir sur case noire f2 · Pion blanc sur case blanche g2 · Fou blanc sur case noire h2 · Dame blanche sur case blanche b1 · Cavalier blanc sur case blanche d1 · Cavalier noir sur case noire g1 | 8 |
| 7 | Roi noir sur case blanche a8 · Tour noire sur case noire d8 · Cavalier noir sur case blanche e8 · Fou noir sur case noire f8 · Fou noir sur case blanche h7 · Tour blanche sur case blanche g6 · Tour noire sur case noire h6 · Dame noire sur case noire e5 · Roi blanc sur case blanche c4 · Fou blanc sur case blanche e4 · Cavalier blanc sur case noire h4 · Tour blanche sur case noire g3 · Pion noir sur case noire d2 · Pion noir sur case noire f2 · Pion blanc sur case blanche g2 · Fou blanc sur case noire h2 · Dame blanche sur case blanche b1 · Cavalier blanc sur case blanche d1 · Cavalier noir sur case noire g1 | Roi noir sur case blanche a8 · Tour noire sur case noire d8 · Cavalier noir sur case blanche e8 · Fou noir sur case noire f8 · Fou noir sur case blanche h7 · Tour blanche sur case blanche g6 · Tour noire sur case noire h6 · Dame noire sur case noire e5 · Roi blanc sur case blanche c4 · Fou blanc sur case blanche e4 · Cavalier blanc sur case noire h4 · Tour blanche sur case noire g3 · Pion noir sur case noire d2 · Pion noir sur case noire f2 · Pion blanc sur case blanche g2 · Fou blanc sur case noire h2 · Dame blanche sur case blanche b1 · Cavalier blanc sur case blanche d1 · Cavalier noir sur case noire g1 | Roi noir sur case blanche a8 · Tour noire sur case noire d8 · Cavalier noir sur case blanche e8 · Fou noir sur case noire f8 · Fou noir sur case blanche h7 · Tour blanche sur case blanche g6 · Tour noire sur case noire h6 · Dame noire sur case noire e5 · Roi blanc sur case blanche c4 · Fou blanc sur case blanche e4 · Cavalier blanc sur case noire h4 · Tour blanche sur case noire g3 · Pion noir sur case noire d2 · Pion noir sur case noire f2 · Pion blanc sur case blanche g2 · Fou blanc sur case noire h2 · Dame blanche sur case blanche b1 · Cavalier blanc sur case blanche d1 · Cavalier noir sur case noire g1 | Roi noir sur case blanche a8 · Tour noire sur case noire d8 · Cavalier noir sur case blanche e8 · Fou noir sur case noire f8 · Fou noir sur case blanche h7 · Tour blanche sur case blanche g6 · Tour noire sur case noire h6 · Dame noire sur case noire e5 · Roi blanc sur case blanche c4 · Fou blanc sur case blanche e4 · Cavalier blanc sur case noire h4 · Tour blanche sur case noire g3 · Pion noir sur case noire d2 · Pion noir sur case noire f2 · Pion blanc sur case blanche g2 · Fou blanc sur case noire h2 · Dame blanche sur case blanche b1 · Cavalier blanc sur case blanche d1 · Cavalier noir sur case noire g1 | Roi noir sur case blanche a8 · Tour noire sur case noire d8 · Cavalier noir sur case blanche e8 · Fou noir sur case noire f8 · Fou noir sur case blanche h7 · Tour blanche sur case blanche g6 · Tour noire sur case noire h6 · Dame noire sur case noire e5 · Roi blanc sur case blanche c4 · Fou blanc sur case blanche e4 · Cavalier blanc sur case noire h4 · Tour blanche sur case noire g3 · Pion noir sur case noire d2 · Pion noir sur case noire f2 · Pion blanc sur case blanche g2 · Fou blanc sur case noire h2 · Dame blanche sur case blanche b1 · Cavalier blanc sur case blanche d1 · Cavalier noir sur case noire g1 | Roi noir sur case blanche a8 · Tour noire sur case noire d8 · Cavalier noir sur case blanche e8 · Fou noir sur case noire f8 · Fou noir sur case blanche h7 · Tour blanche sur case blanche g6 · Tour noire sur case noire h6 · Dame noire sur case noire e5 · Roi blanc sur case blanche c4 · Fou blanc sur case blanche e4 · Cavalier blanc sur case noire h4 · Tour blanche sur case noire g3 · Pion noir sur case noire d2 · Pion noir sur case noire f2 · Pion blanc sur case blanche g2 · Fou blanc sur case noire h2 · Dame blanche sur case blanche b1 · Cavalier blanc sur case blanche d1 · Cavalier noir sur case noire g1 | Roi noir sur case blanche a8 · Tour noire sur case noire d8 · Cavalier noir sur case blanche e8 · Fou noir sur case noire f8 · Fou noir sur case blanche h7 · Tour blanche sur case blanche g6 · Tour noire sur case noire h6 · Dame noire sur case noire e5 · Roi blanc sur case blanche c4 · Fou blanc sur case blanche e4 · Cavalier blanc sur case noire h4 · Tour blanche sur case noire g3 · Pion noir sur case noire d2 · Pion noir sur case noire f2 · Pion blanc sur case blanche g2 · Fou blanc sur case noire h2 · Dame blanche sur case blanche b1 · Cavalier blanc sur case blanche d1 · Cavalier noir sur case noire g1 | Roi noir sur case blanche a8 · Tour noire sur case noire d8 · Cavalier noir sur case blanche e8 · Fou noir sur case noire f8 · Fou noir sur case blanche h7 · Tour blanche sur case blanche g6 · Tour noire sur case noire h6 · Dame noire sur case noire e5 · Roi blanc sur case blanche c4 · Fou blanc sur case blanche e4 · Cavalier blanc sur case noire h4 · Tour blanche sur case noire g3 · Pion noir sur case noire d2 · Pion noir sur case noire f2 · Pion blanc sur case blanche g2 · Fou blanc sur case noire h2 · Dame blanche sur case blanche b1 · Cavalier blanc sur case blanche d1 · Cavalier noir sur case noire g1 | 7 |
| 6 | Roi noir sur case blanche a8 · Tour noire sur case noire d8 · Cavalier noir sur case blanche e8 · Fou noir sur case noire f8 · Fou noir sur case blanche h7 · Tour blanche sur case blanche g6 · Tour noire sur case noire h6 · Dame noire sur case noire e5 · Roi blanc sur case blanche c4 · Fou blanc sur case blanche e4 · Cavalier blanc sur case noire h4 · Tour blanche sur case noire g3 · Pion noir sur case noire d2 · Pion noir sur case noire f2 · Pion blanc sur case blanche g2 · Fou blanc sur case noire h2 · Dame blanche sur case blanche b1 · Cavalier blanc sur case blanche d1 · Cavalier noir sur case noire g1 | Roi noir sur case blanche a8 · Tour noire sur case noire d8 · Cavalier noir sur case blanche e8 · Fou noir sur case noire f8 · Fou noir sur case blanche h7 · Tour blanche sur case blanche g6 · Tour noire sur case noire h6 · Dame noire sur case noire e5 · Roi blanc sur case blanche c4 · Fou blanc sur case blanche e4 · Cavalier blanc sur case noire h4 · Tour blanche sur case noire g3 · Pion noir sur case noire d2 · Pion noir sur case noire f2 · Pion blanc sur case blanche g2 · Fou blanc sur case noire h2 · Dame blanche sur case blanche b1 · Cavalier blanc sur case blanche d1 · Cavalier noir sur case noire g1 | Roi noir sur case blanche a8 · Tour noire sur case noire d8 · Cavalier noir sur case blanche e8 · Fou noir sur case noire f8 · Fou noir sur case blanche h7 · Tour blanche sur case blanche g6 · Tour noire sur case noire h6 · Dame noire sur case noire e5 · Roi blanc sur case blanche c4 · Fou blanc sur case blanche e4 · Cavalier blanc sur case noire h4 · Tour blanche sur case noire g3 · Pion noir sur case noire d2 · Pion noir sur case noire f2 · Pion blanc sur case blanche g2 · Fou blanc sur case noire h2 · Dame blanche sur case blanche b1 · Cavalier blanc sur case blanche d1 · Cavalier noir sur case noire g1 | Roi noir sur case blanche a8 · Tour noire sur case noire d8 · Cavalier noir sur case blanche e8 · Fou noir sur case noire f8 · Fou noir sur case blanche h7 · Tour blanche sur case blanche g6 · Tour noire sur case noire h6 · Dame noire sur case noire e5 · Roi blanc sur case blanche c4 · Fou blanc sur case blanche e4 · Cavalier blanc sur case noire h4 · Tour blanche sur case noire g3 · Pion noir sur case noire d2 · Pion noir sur case noire f2 · Pion blanc sur case blanche g2 · Fou blanc sur case noire h2 · Dame blanche sur case blanche b1 · Cavalier blanc sur case blanche d1 · Cavalier noir sur case noire g1 | Roi noir sur case blanche a8 · Tour noire sur case noire d8 · Cavalier noir sur case blanche e8 · Fou noir sur case noire f8 · Fou noir sur case blanche h7 · Tour blanche sur case blanche g6 · Tour noire sur case noire h6 · Dame noire sur case noire e5 · Roi blanc sur case blanche c4 · Fou blanc sur case blanche e4 · Cavalier blanc sur case noire h4 · Tour blanche sur case noire g3 · Pion noir sur case noire d2 · Pion noir sur case noire f2 · Pion blanc sur case blanche g2 · Fou blanc sur case noire h2 · Dame blanche sur case blanche b1 · Cavalier blanc sur case blanche d1 · Cavalier noir sur case noire g1 | Roi noir sur case blanche a8 · Tour noire sur case noire d8 · Cavalier noir sur case blanche e8 · Fou noir sur case noire f8 · Fou noir sur case blanche h7 · Tour blanche sur case blanche g6 · Tour noire sur case noire h6 · Dame noire sur case noire e5 · Roi blanc sur case blanche c4 · Fou blanc sur case blanche e4 · Cavalier blanc sur case noire h4 · Tour blanche sur case noire g3 · Pion noir sur case noire d2 · Pion noir sur case noire f2 · Pion blanc sur case blanche g2 · Fou blanc sur case noire h2 · Dame blanche sur case blanche b1 · Cavalier blanc sur case blanche d1 · Cavalier noir sur case noire g1 | Roi noir sur case blanche a8 · Tour noire sur case noire d8 · Cavalier noir sur case blanche e8 · Fou noir sur case noire f8 · Fou noir sur case blanche h7 · Tour blanche sur case blanche g6 · Tour noire sur case noire h6 · Dame noire sur case noire e5 · Roi blanc sur case blanche c4 · Fou blanc sur case blanche e4 · Cavalier blanc sur case noire h4 · Tour blanche sur case noire g3 · Pion noir sur case noire d2 · Pion noir sur case noire f2 · Pion blanc sur case blanche g2 · Fou blanc sur case noire h2 · Dame blanche sur case blanche b1 · Cavalier blanc sur case blanche d1 · Cavalier noir sur case noire g1 | Roi noir sur case blanche a8 · Tour noire sur case noire d8 · Cavalier noir sur case blanche e8 · Fou noir sur case noire f8 · Fou noir sur case blanche h7 · Tour blanche sur case blanche g6 · Tour noire sur case noire h6 · Dame noire sur case noire e5 · Roi blanc sur case blanche c4 · Fou blanc sur case blanche e4 · Cavalier blanc sur case noire h4 · Tour blanche sur case noire g3 · Pion noir sur case noire d2 · Pion noir sur case noire f2 · Pion blanc sur case blanche g2 · Fou blanc sur case noire h2 · Dame blanche sur case blanche b1 · Cavalier blanc sur case blanche d1 · Cavalier noir sur case noire g1 | 6 |
| 5 | Roi noir sur case blanche a8 · Tour noire sur case noire d8 · Cavalier noir sur case blanche e8 · Fou noir sur case noire f8 · Fou noir sur case blanche h7 · Tour blanche sur case blanche g6 · Tour noire sur case noire h6 · Dame noire sur case noire e5 · Roi blanc sur case blanche c4 · Fou blanc sur case blanche e4 · Cavalier blanc sur case noire h4 · Tour blanche sur case noire g3 · Pion noir sur case noire d2 · Pion noir sur case noire f2 · Pion blanc sur case blanche g2 · Fou blanc sur case noire h2 · Dame blanche sur case blanche b1 · Cavalier blanc sur case blanche d1 · Cavalier noir sur case noire g1 | Roi noir sur case blanche a8 · Tour noire sur case noire d8 · Cavalier noir sur case blanche e8 · Fou noir sur case noire f8 · Fou noir sur case blanche h7 · Tour blanche sur case blanche g6 · Tour noire sur case noire h6 · Dame noire sur case noire e5 · Roi blanc sur case blanche c4 · Fou blanc sur case blanche e4 · Cavalier blanc sur case noire h4 · Tour blanche sur case noire g3 · Pion noir sur case noire d2 · Pion noir sur case noire f2 · Pion blanc sur case blanche g2 · Fou blanc sur case noire h2 · Dame blanche sur case blanche b1 · Cavalier blanc sur case blanche d1 · Cavalier noir sur case noire g1 | Roi noir sur case blanche a8 · Tour noire sur case noire d8 · Cavalier noir sur case blanche e8 · Fou noir sur case noire f8 · Fou noir sur case blanche h7 · Tour blanche sur case blanche g6 · Tour noire sur case noire h6 · Dame noire sur case noire e5 · Roi blanc sur case blanche c4 · Fou blanc sur case blanche e4 · Cavalier blanc sur case noire h4 · Tour blanche sur case noire g3 · Pion noir sur case noire d2 · Pion noir sur case noire f2 · Pion blanc sur case blanche g2 · Fou blanc sur case noire h2 · Dame blanche sur case blanche b1 · Cavalier blanc sur case blanche d1 · Cavalier noir sur case noire g1 | Roi noir sur case blanche a8 · Tour noire sur case noire d8 · Cavalier noir sur case blanche e8 · Fou noir sur case noire f8 · Fou noir sur case blanche h7 · Tour blanche sur case blanche g6 · Tour noire sur case noire h6 · Dame noire sur case noire e5 · Roi blanc sur case blanche c4 · Fou blanc sur case blanche e4 · Cavalier blanc sur case noire h4 · Tour blanche sur case noire g3 · Pion noir sur case noire d2 · Pion noir sur case noire f2 · Pion blanc sur case blanche g2 · Fou blanc sur case noire h2 · Dame blanche sur case blanche b1 · Cavalier blanc sur case blanche d1 · Cavalier noir sur case noire g1 | Roi noir sur case blanche a8 · Tour noire sur case noire d8 · Cavalier noir sur case blanche e8 · Fou noir sur case noire f8 · Fou noir sur case blanche h7 · Tour blanche sur case blanche g6 · Tour noire sur case noire h6 · Dame noire sur case noire e5 · Roi blanc sur case blanche c4 · Fou blanc sur case blanche e4 · Cavalier blanc sur case noire h4 · Tour blanche sur case noire g3 · Pion noir sur case noire d2 · Pion noir sur case noire f2 · Pion blanc sur case blanche g2 · Fou blanc sur case noire h2 · Dame blanche sur case blanche b1 · Cavalier blanc sur case blanche d1 · Cavalier noir sur case noire g1 | Roi noir sur case blanche a8 · Tour noire sur case noire d8 · Cavalier noir sur case blanche e8 · Fou noir sur case noire f8 · Fou noir sur case blanche h7 · Tour blanche sur case blanche g6 · Tour noire sur case noire h6 · Dame noire sur case noire e5 · Roi blanc sur case blanche c4 · Fou blanc sur case blanche e4 · Cavalier blanc sur case noire h4 · Tour blanche sur case noire g3 · Pion noir sur case noire d2 · Pion noir sur case noire f2 · Pion blanc sur case blanche g2 · Fou blanc sur case noire h2 · Dame blanche sur case blanche b1 · Cavalier blanc sur case blanche d1 · Cavalier noir sur case noire g1 | Roi noir sur case blanche a8 · Tour noire sur case noire d8 · Cavalier noir sur case blanche e8 · Fou noir sur case noire f8 · Fou noir sur case blanche h7 · Tour blanche sur case blanche g6 · Tour noire sur case noire h6 · Dame noire sur case noire e5 · Roi blanc sur case blanche c4 · Fou blanc sur case blanche e4 · Cavalier blanc sur case noire h4 · Tour blanche sur case noire g3 · Pion noir sur case noire d2 · Pion noir sur case noire f2 · Pion blanc sur case blanche g2 · Fou blanc sur case noire h2 · Dame blanche sur case blanche b1 · Cavalier blanc sur case blanche d1 · Cavalier noir sur case noire g1 | Roi noir sur case blanche a8 · Tour noire sur case noire d8 · Cavalier noir sur case blanche e8 · Fou noir sur case noire f8 · Fou noir sur case blanche h7 · Tour blanche sur case blanche g6 · Tour noire sur case noire h6 · Dame noire sur case noire e5 · Roi blanc sur case blanche c4 · Fou blanc sur case blanche e4 · Cavalier blanc sur case noire h4 · Tour blanche sur case noire g3 · Pion noir sur case noire d2 · Pion noir sur case noire f2 · Pion blanc sur case blanche g2 · Fou blanc sur case noire h2 · Dame blanche sur case blanche b1 · Cavalier blanc sur case blanche d1 · Cavalier noir sur case noire g1 | 5 |
| 4 | Roi noir sur case blanche a8 · Tour noire sur case noire d8 · Cavalier noir sur case blanche e8 · Fou noir sur case noire f8 · Fou noir sur case blanche h7 · Tour blanche sur case blanche g6 · Tour noire sur case noire h6 · Dame noire sur case noire e5 · Roi blanc sur case blanche c4 · Fou blanc sur case blanche e4 · Cavalier blanc sur case noire h4 · Tour blanche sur case noire g3 · Pion noir sur case noire d2 · Pion noir sur case noire f2 · Pion blanc sur case blanche g2 · Fou blanc sur case noire h2 · Dame blanche sur case blanche b1 · Cavalier blanc sur case blanche d1 · Cavalier noir sur case noire g1 | Roi noir sur case blanche a8 · Tour noire sur case noire d8 · Cavalier noir sur case blanche e8 · Fou noir sur case noire f8 · Fou noir sur case blanche h7 · Tour blanche sur case blanche g6 · Tour noire sur case noire h6 · Dame noire sur case noire e5 · Roi blanc sur case blanche c4 · Fou blanc sur case blanche e4 · Cavalier blanc sur case noire h4 · Tour blanche sur case noire g3 · Pion noir sur case noire d2 · Pion noir sur case noire f2 · Pion blanc sur case blanche g2 · Fou blanc sur case noire h2 · Dame blanche sur case blanche b1 · Cavalier blanc sur case blanche d1 · Cavalier noir sur case noire g1 | Roi noir sur case blanche a8 · Tour noire sur case noire d8 · Cavalier noir sur case blanche e8 · Fou noir sur case noire f8 · Fou noir sur case blanche h7 · Tour blanche sur case blanche g6 · Tour noire sur case noire h6 · Dame noire sur case noire e5 · Roi blanc sur case blanche c4 · Fou blanc sur case blanche e4 · Cavalier blanc sur case noire h4 · Tour blanche sur case noire g3 · Pion noir sur case noire d2 · Pion noir sur case noire f2 · Pion blanc sur case blanche g2 · Fou blanc sur case noire h2 · Dame blanche sur case blanche b1 · Cavalier blanc sur case blanche d1 · Cavalier noir sur case noire g1 | Roi noir sur case blanche a8 · Tour noire sur case noire d8 · Cavalier noir sur case blanche e8 · Fou noir sur case noire f8 · Fou noir sur case blanche h7 · Tour blanche sur case blanche g6 · Tour noire sur case noire h6 · Dame noire sur case noire e5 · Roi blanc sur case blanche c4 · Fou blanc sur case blanche e4 · Cavalier blanc sur case noire h4 · Tour blanche sur case noire g3 · Pion noir sur case noire d2 · Pion noir sur case noire f2 · Pion blanc sur case blanche g2 · Fou blanc sur case noire h2 · Dame blanche sur case blanche b1 · Cavalier blanc sur case blanche d1 · Cavalier noir sur case noire g1 | Roi noir sur case blanche a8 · Tour noire sur case noire d8 · Cavalier noir sur case blanche e8 · Fou noir sur case noire f8 · Fou noir sur case blanche h7 · Tour blanche sur case blanche g6 · Tour noire sur case noire h6 · Dame noire sur case noire e5 · Roi blanc sur case blanche c4 · Fou blanc sur case blanche e4 · Cavalier blanc sur case noire h4 · Tour blanche sur case noire g3 · Pion noir sur case noire d2 · Pion noir sur case noire f2 · Pion blanc sur case blanche g2 · Fou blanc sur case noire h2 · Dame blanche sur case blanche b1 · Cavalier blanc sur case blanche d1 · Cavalier noir sur case noire g1 | Roi noir sur case blanche a8 · Tour noire sur case noire d8 · Cavalier noir sur case blanche e8 · Fou noir sur case noire f8 · Fou noir sur case blanche h7 · Tour blanche sur case blanche g6 · Tour noire sur case noire h6 · Dame noire sur case noire e5 · Roi blanc sur case blanche c4 · Fou blanc sur case blanche e4 · Cavalier blanc sur case noire h4 · Tour blanche sur case noire g3 · Pion noir sur case noire d2 · Pion noir sur case noire f2 · Pion blanc sur case blanche g2 · Fou blanc sur case noire h2 · Dame blanche sur case blanche b1 · Cavalier blanc sur case blanche d1 · Cavalier noir sur case noire g1 | Roi noir sur case blanche a8 · Tour noire sur case noire d8 · Cavalier noir sur case blanche e8 · Fou noir sur case noire f8 · Fou noir sur case blanche h7 · Tour blanche sur case blanche g6 · Tour noire sur case noire h6 · Dame noire sur case noire e5 · Roi blanc sur case blanche c4 · Fou blanc sur case blanche e4 · Cavalier blanc sur case noire h4 · Tour blanche sur case noire g3 · Pion noir sur case noire d2 · Pion noir sur case noire f2 · Pion blanc sur case blanche g2 · Fou blanc sur case noire h2 · Dame blanche sur case blanche b1 · Cavalier blanc sur case blanche d1 · Cavalier noir sur case noire g1 | Roi noir sur case blanche a8 · Tour noire sur case noire d8 · Cavalier noir sur case blanche e8 · Fou noir sur case noire f8 · Fou noir sur case blanche h7 · Tour blanche sur case blanche g6 · Tour noire sur case noire h6 · Dame noire sur case noire e5 · Roi blanc sur case blanche c4 · Fou blanc sur case blanche e4 · Cavalier blanc sur case noire h4 · Tour blanche sur case noire g3 · Pion noir sur case noire d2 · Pion noir sur case noire f2 · Pion blanc sur case blanche g2 · Fou blanc sur case noire h2 · Dame blanche sur case blanche b1 · Cavalier blanc sur case blanche d1 · Cavalier noir sur case noire g1 | 4 |
| 3 | Roi noir sur case blanche a8 · Tour noire sur case noire d8 · Cavalier noir sur case blanche e8 · Fou noir sur case noire f8 · Fou noir sur case blanche h7 · Tour blanche sur case blanche g6 · Tour noire sur case noire h6 · Dame noire sur case noire e5 · Roi blanc sur case blanche c4 · Fou blanc sur case blanche e4 · Cavalier blanc sur case noire h4 · Tour blanche sur case noire g3 · Pion noir sur case noire d2 · Pion noir sur case noire f2 · Pion blanc sur case blanche g2 · Fou blanc sur case noire h2 · Dame blanche sur case blanche b1 · Cavalier blanc sur case blanche d1 · Cavalier noir sur case noire g1 | Roi noir sur case blanche a8 · Tour noire sur case noire d8 · Cavalier noir sur case blanche e8 · Fou noir sur case noire f8 · Fou noir sur case blanche h7 · Tour blanche sur case blanche g6 · Tour noire sur case noire h6 · Dame noire sur case noire e5 · Roi blanc sur case blanche c4 · Fou blanc sur case blanche e4 · Cavalier blanc sur case noire h4 · Tour blanche sur case noire g3 · Pion noir sur case noire d2 · Pion noir sur case noire f2 · Pion blanc sur case blanche g2 · Fou blanc sur case noire h2 · Dame blanche sur case blanche b1 · Cavalier blanc sur case blanche d1 · Cavalier noir sur case noire g1 | Roi noir sur case blanche a8 · Tour noire sur case noire d8 · Cavalier noir sur case blanche e8 · Fou noir sur case noire f8 · Fou noir sur case blanche h7 · Tour blanche sur case blanche g6 · Tour noire sur case noire h6 · Dame noire sur case noire e5 · Roi blanc sur case blanche c4 · Fou blanc sur case blanche e4 · Cavalier blanc sur case noire h4 · Tour blanche sur case noire g3 · Pion noir sur case noire d2 · Pion noir sur case noire f2 · Pion blanc sur case blanche g2 · Fou blanc sur case noire h2 · Dame blanche sur case blanche b1 · Cavalier blanc sur case blanche d1 · Cavalier noir sur case noire g1 | Roi noir sur case blanche a8 · Tour noire sur case noire d8 · Cavalier noir sur case blanche e8 · Fou noir sur case noire f8 · Fou noir sur case blanche h7 · Tour blanche sur case blanche g6 · Tour noire sur case noire h6 · Dame noire sur case noire e5 · Roi blanc sur case blanche c4 · Fou blanc sur case blanche e4 · Cavalier blanc sur case noire h4 · Tour blanche sur case noire g3 · Pion noir sur case noire d2 · Pion noir sur case noire f2 · Pion blanc sur case blanche g2 · Fou blanc sur case noire h2 · Dame blanche sur case blanche b1 · Cavalier blanc sur case blanche d1 · Cavalier noir sur case noire g1 | Roi noir sur case blanche a8 · Tour noire sur case noire d8 · Cavalier noir sur case blanche e8 · Fou noir sur case noire f8 · Fou noir sur case blanche h7 · Tour blanche sur case blanche g6 · Tour noire sur case noire h6 · Dame noire sur case noire e5 · Roi blanc sur case blanche c4 · Fou blanc sur case blanche e4 · Cavalier blanc sur case noire h4 · Tour blanche sur case noire g3 · Pion noir sur case noire d2 · Pion noir sur case noire f2 · Pion blanc sur case blanche g2 · Fou blanc sur case noire h2 · Dame blanche sur case blanche b1 · Cavalier blanc sur case blanche d1 · Cavalier noir sur case noire g1 | Roi noir sur case blanche a8 · Tour noire sur case noire d8 · Cavalier noir sur case blanche e8 · Fou noir sur case noire f8 · Fou noir sur case blanche h7 · Tour blanche sur case blanche g6 · Tour noire sur case noire h6 · Dame noire sur case noire e5 · Roi blanc sur case blanche c4 · Fou blanc sur case blanche e4 · Cavalier blanc sur case noire h4 · Tour blanche sur case noire g3 · Pion noir sur case noire d2 · Pion noir sur case noire f2 · Pion blanc sur case blanche g2 · Fou blanc sur case noire h2 · Dame blanche sur case blanche b1 · Cavalier blanc sur case blanche d1 · Cavalier noir sur case noire g1 | Roi noir sur case blanche a8 · Tour noire sur case noire d8 · Cavalier noir sur case blanche e8 · Fou noir sur case noire f8 · Fou noir sur case blanche h7 · Tour blanche sur case blanche g6 · Tour noire sur case noire h6 · Dame noire sur case noire e5 · Roi blanc sur case blanche c4 · Fou blanc sur case blanche e4 · Cavalier blanc sur case noire h4 · Tour blanche sur case noire g3 · Pion noir sur case noire d2 · Pion noir sur case noire f2 · Pion blanc sur case blanche g2 · Fou blanc sur case noire h2 · Dame blanche sur case blanche b1 · Cavalier blanc sur case blanche d1 · Cavalier noir sur case noire g1 | Roi noir sur case blanche a8 · Tour noire sur case noire d8 · Cavalier noir sur case blanche e8 · Fou noir sur case noire f8 · Fou noir sur case blanche h7 · Tour blanche sur case blanche g6 · Tour noire sur case noire h6 · Dame noire sur case noire e5 · Roi blanc sur case blanche c4 · Fou blanc sur case blanche e4 · Cavalier blanc sur case noire h4 · Tour blanche sur case noire g3 · Pion noir sur case noire d2 · Pion noir sur case noire f2 · Pion blanc sur case blanche g2 · Fou blanc sur case noire h2 · Dame blanche sur case blanche b1 · Cavalier blanc sur case blanche d1 · Cavalier noir sur case noire g1 | 3 |
| 2 | Roi noir sur case blanche a8 · Tour noire sur case noire d8 · Cavalier noir sur case blanche e8 · Fou noir sur case noire f8 · Fou noir sur case blanche h7 · Tour blanche sur case blanche g6 · Tour noire sur case noire h6 · Dame noire sur case noire e5 · Roi blanc sur case blanche c4 · Fou blanc sur case blanche e4 · Cavalier blanc sur case noire h4 · Tour blanche sur case noire g3 · Pion noir sur case noire d2 · Pion noir sur case noire f2 · Pion blanc sur case blanche g2 · Fou blanc sur case noire h2 · Dame blanche sur case blanche b1 · Cavalier blanc sur case blanche d1 · Cavalier noir sur case noire g1 | Roi noir sur case blanche a8 · Tour noire sur case noire d8 · Cavalier noir sur case blanche e8 · Fou noir sur case noire f8 · Fou noir sur case blanche h7 · Tour blanche sur case blanche g6 · Tour noire sur case noire h6 · Dame noire sur case noire e5 · Roi blanc sur case blanche c4 · Fou blanc sur case blanche e4 · Cavalier blanc sur case noire h4 · Tour blanche sur case noire g3 · Pion noir sur case noire d2 · Pion noir sur case noire f2 · Pion blanc sur case blanche g2 · Fou blanc sur case noire h2 · Dame blanche sur case blanche b1 · Cavalier blanc sur case blanche d1 · Cavalier noir sur case noire g1 | Roi noir sur case blanche a8 · Tour noire sur case noire d8 · Cavalier noir sur case blanche e8 · Fou noir sur case noire f8 · Fou noir sur case blanche h7 · Tour blanche sur case blanche g6 · Tour noire sur case noire h6 · Dame noire sur case noire e5 · Roi blanc sur case blanche c4 · Fou blanc sur case blanche e4 · Cavalier blanc sur case noire h4 · Tour blanche sur case noire g3 · Pion noir sur case noire d2 · Pion noir sur case noire f2 · Pion blanc sur case blanche g2 · Fou blanc sur case noire h2 · Dame blanche sur case blanche b1 · Cavalier blanc sur case blanche d1 · Cavalier noir sur case noire g1 | Roi noir sur case blanche a8 · Tour noire sur case noire d8 · Cavalier noir sur case blanche e8 · Fou noir sur case noire f8 · Fou noir sur case blanche h7 · Tour blanche sur case blanche g6 · Tour noire sur case noire h6 · Dame noire sur case noire e5 · Roi blanc sur case blanche c4 · Fou blanc sur case blanche e4 · Cavalier blanc sur case noire h4 · Tour blanche sur case noire g3 · Pion noir sur case noire d2 · Pion noir sur case noire f2 · Pion blanc sur case blanche g2 · Fou blanc sur case noire h2 · Dame blanche sur case blanche b1 · Cavalier blanc sur case blanche d1 · Cavalier noir sur case noire g1 | Roi noir sur case blanche a8 · Tour noire sur case noire d8 · Cavalier noir sur case blanche e8 · Fou noir sur case noire f8 · Fou noir sur case blanche h7 · Tour blanche sur case blanche g6 · Tour noire sur case noire h6 · Dame noire sur case noire e5 · Roi blanc sur case blanche c4 · Fou blanc sur case blanche e4 · Cavalier blanc sur case noire h4 · Tour blanche sur case noire g3 · Pion noir sur case noire d2 · Pion noir sur case noire f2 · Pion blanc sur case blanche g2 · Fou blanc sur case noire h2 · Dame blanche sur case blanche b1 · Cavalier blanc sur case blanche d1 · Cavalier noir sur case noire g1 | Roi noir sur case blanche a8 · Tour noire sur case noire d8 · Cavalier noir sur case blanche e8 · Fou noir sur case noire f8 · Fou noir sur case blanche h7 · Tour blanche sur case blanche g6 · Tour noire sur case noire h6 · Dame noire sur case noire e5 · Roi blanc sur case blanche c4 · Fou blanc sur case blanche e4 · Cavalier blanc sur case noire h4 · Tour blanche sur case noire g3 · Pion noir sur case noire d2 · Pion noir sur case noire f2 · Pion blanc sur case blanche g2 · Fou blanc sur case noire h2 · Dame blanche sur case blanche b1 · Cavalier blanc sur case blanche d1 · Cavalier noir sur case noire g1 | Roi noir sur case blanche a8 · Tour noire sur case noire d8 · Cavalier noir sur case blanche e8 · Fou noir sur case noire f8 · Fou noir sur case blanche h7 · Tour blanche sur case blanche g6 · Tour noire sur case noire h6 · Dame noire sur case noire e5 · Roi blanc sur case blanche c4 · Fou blanc sur case blanche e4 · Cavalier blanc sur case noire h4 · Tour blanche sur case noire g3 · Pion noir sur case noire d2 · Pion noir sur case noire f2 · Pion blanc sur case blanche g2 · Fou blanc sur case noire h2 · Dame blanche sur case blanche b1 · Cavalier blanc sur case blanche d1 · Cavalier noir sur case noire g1 | Roi noir sur case blanche a8 · Tour noire sur case noire d8 · Cavalier noir sur case blanche e8 · Fou noir sur case noire f8 · Fou noir sur case blanche h7 · Tour blanche sur case blanche g6 · Tour noire sur case noire h6 · Dame noire sur case noire e5 · Roi blanc sur case blanche c4 · Fou blanc sur case blanche e4 · Cavalier blanc sur case noire h4 · Tour blanche sur case noire g3 · Pion noir sur case noire d2 · Pion noir sur case noire f2 · Pion blanc sur case blanche g2 · Fou blanc sur case noire h2 · Dame blanche sur case blanche b1 · Cavalier blanc sur case blanche d1 · Cavalier noir sur case noire g1 | 2 |
| 1 | Roi noir sur case blanche a8 · Tour noire sur case noire d8 · Cavalier noir sur case blanche e8 · Fou noir sur case noire f8 · Fou noir sur case blanche h7 · Tour blanche sur case blanche g6 · Tour noire sur case noire h6 · Dame noire sur case noire e5 · Roi blanc sur case blanche c4 · Fou blanc sur case blanche e4 · Cavalier blanc sur case noire h4 · Tour blanche sur case noire g3 · Pion noir sur case noire d2 · Pion noir sur case noire f2 · Pion blanc sur case blanche g2 · Fou blanc sur case noire h2 · Dame blanche sur case blanche b1 · Cavalier blanc sur case blanche d1 · Cavalier noir sur case noire g1 | Roi noir sur case blanche a8 · Tour noire sur case noire d8 · Cavalier noir sur case blanche e8 · Fou noir sur case noire f8 · Fou noir sur case blanche h7 · Tour blanche sur case blanche g6 · Tour noire sur case noire h6 · Dame noire sur case noire e5 · Roi blanc sur case blanche c4 · Fou blanc sur case blanche e4 · Cavalier blanc sur case noire h4 · Tour blanche sur case noire g3 · Pion noir sur case noire d2 · Pion noir sur case noire f2 · Pion blanc sur case blanche g2 · Fou blanc sur case noire h2 · Dame blanche sur case blanche b1 · Cavalier blanc sur case blanche d1 · Cavalier noir sur case noire g1 | Roi noir sur case blanche a8 · Tour noire sur case noire d8 · Cavalier noir sur case blanche e8 · Fou noir sur case noire f8 · Fou noir sur case blanche h7 · Tour blanche sur case blanche g6 · Tour noire sur case noire h6 · Dame noire sur case noire e5 · Roi blanc sur case blanche c4 · Fou blanc sur case blanche e4 · Cavalier blanc sur case noire h4 · Tour blanche sur case noire g3 · Pion noir sur case noire d2 · Pion noir sur case noire f2 · Pion blanc sur case blanche g2 · Fou blanc sur case noire h2 · Dame blanche sur case blanche b1 · Cavalier blanc sur case blanche d1 · Cavalier noir sur case noire g1 | Roi noir sur case blanche a8 · Tour noire sur case noire d8 · Cavalier noir sur case blanche e8 · Fou noir sur case noire f8 · Fou noir sur case blanche h7 · Tour blanche sur case blanche g6 · Tour noire sur case noire h6 · Dame noire sur case noire e5 · Roi blanc sur case blanche c4 · Fou blanc sur case blanche e4 · Cavalier blanc sur case noire h4 · Tour blanche sur case noire g3 · Pion noir sur case noire d2 · Pion noir sur case noire f2 · Pion blanc sur case blanche g2 · Fou blanc sur case noire h2 · Dame blanche sur case blanche b1 · Cavalier blanc sur case blanche d1 · Cavalier noir sur case noire g1 | Roi noir sur case blanche a8 · Tour noire sur case noire d8 · Cavalier noir sur case blanche e8 · Fou noir sur case noire f8 · Fou noir sur case blanche h7 · Tour blanche sur case blanche g6 · Tour noire sur case noire h6 · Dame noire sur case noire e5 · Roi blanc sur case blanche c4 · Fou blanc sur case blanche e4 · Cavalier blanc sur case noire h4 · Tour blanche sur case noire g3 · Pion noir sur case noire d2 · Pion noir sur case noire f2 · Pion blanc sur case blanche g2 · Fou blanc sur case noire h2 · Dame blanche sur case blanche b1 · Cavalier blanc sur case blanche d1 · Cavalier noir sur case noire g1 | Roi noir sur case blanche a8 · Tour noire sur case noire d8 · Cavalier noir sur case blanche e8 · Fou noir sur case noire f8 · Fou noir sur case blanche h7 · Tour blanche sur case blanche g6 · Tour noire sur case noire h6 · Dame noire sur case noire e5 · Roi blanc sur case blanche c4 · Fou blanc sur case blanche e4 · Cavalier blanc sur case noire h4 · Tour blanche sur case noire g3 · Pion noir sur case noire d2 · Pion noir sur case noire f2 · Pion blanc sur case blanche g2 · Fou blanc sur case noire h2 · Dame blanche sur case blanche b1 · Cavalier blanc sur case blanche d1 · Cavalier noir sur case noire g1 | Roi noir sur case blanche a8 · Tour noire sur case noire d8 · Cavalier noir sur case blanche e8 · Fou noir sur case noire f8 · Fou noir sur case blanche h7 · Tour blanche sur case blanche g6 · Tour noire sur case noire h6 · Dame noire sur case noire e5 · Roi blanc sur case blanche c4 · Fou blanc sur case blanche e4 · Cavalier blanc sur case noire h4 · Tour blanche sur case noire g3 · Pion noir sur case noire d2 · Pion noir sur case noire f2 · Pion blanc sur case blanche g2 · Fou blanc sur case noire h2 · Dame blanche sur case blanche b1 · Cavalier blanc sur case blanche d1 · Cavalier noir sur case noire g1 | Roi noir sur case blanche a8 · Tour noire sur case noire d8 · Cavalier noir sur case blanche e8 · Fou noir sur case noire f8 · Fou noir sur case blanche h7 · Tour blanche sur case blanche g6 · Tour noire sur case noire h6 · Dame noire sur case noire e5 · Roi blanc sur case blanche c4 · Fou blanc sur case blanche e4 · Cavalier blanc sur case noire h4 · Tour blanche sur case noire g3 · Pion noir sur case noire d2 · Pion noir sur case noire f2 · Pion blanc sur case blanche g2 · Fou blanc sur case noire h2 · Dame blanche sur case blanche b1 · Cavalier blanc sur case blanche d1 · Cavalier noir sur case noire g1 | 1 |
|   | a | b | c | d | e | f | g | h |   |

|   | a | b | c | d | e | f | g | h |   |
| 8 | Dame noire sur case noire h8 · Roi blanc sur case noire a7 · Dame blanche sur case noire d6 · Pion blanc sur case noire a5 · Tour noire sur case blanche h5 · Cavalier blanc sur case noire d4 · Roi noir sur case blanche e4 · Fou noir sur case noire h4 · Pion noir sur case blanche b3 · Cavalier noir sur case blanche h3 · Fou noir sur case blanche a2 · Pion blanc sur case noire b2 · Tour blanche sur case blanche c2 · Tour blanche sur case noire f2 · Cavalier blanc sur case blanche b1 · Fou blanc sur case blanche d1 · Tour noire sur case blanche f1 · Cavalier noir sur case noire g1 | Dame noire sur case noire h8 · Roi blanc sur case noire a7 · Dame blanche sur case noire d6 · Pion blanc sur case noire a5 · Tour noire sur case blanche h5 · Cavalier blanc sur case noire d4 · Roi noir sur case blanche e4 · Fou noir sur case noire h4 · Pion noir sur case blanche b3 · Cavalier noir sur case blanche h3 · Fou noir sur case blanche a2 · Pion blanc sur case noire b2 · Tour blanche sur case blanche c2 · Tour blanche sur case noire f2 · Cavalier blanc sur case blanche b1 · Fou blanc sur case blanche d1 · Tour noire sur case blanche f1 · Cavalier noir sur case noire g1 | Dame noire sur case noire h8 · Roi blanc sur case noire a7 · Dame blanche sur case noire d6 · Pion blanc sur case noire a5 · Tour noire sur case blanche h5 · Cavalier blanc sur case noire d4 · Roi noir sur case blanche e4 · Fou noir sur case noire h4 · Pion noir sur case blanche b3 · Cavalier noir sur case blanche h3 · Fou noir sur case blanche a2 · Pion blanc sur case noire b2 · Tour blanche sur case blanche c2 · Tour blanche sur case noire f2 · Cavalier blanc sur case blanche b1 · Fou blanc sur case blanche d1 · Tour noire sur case blanche f1 · Cavalier noir sur case noire g1 | Dame noire sur case noire h8 · Roi blanc sur case noire a7 · Dame blanche sur case noire d6 · Pion blanc sur case noire a5 · Tour noire sur case blanche h5 · Cavalier blanc sur case noire d4 · Roi noir sur case blanche e4 · Fou noir sur case noire h4 · Pion noir sur case blanche b3 · Cavalier noir sur case blanche h3 · Fou noir sur case blanche a2 · Pion blanc sur case noire b2 · Tour blanche sur case blanche c2 · Tour blanche sur case noire f2 · Cavalier blanc sur case blanche b1 · Fou blanc sur case blanche d1 · Tour noire sur case blanche f1 · Cavalier noir sur case noire g1 | Dame noire sur case noire h8 · Roi blanc sur case noire a7 · Dame blanche sur case noire d6 · Pion blanc sur case noire a5 · Tour noire sur case blanche h5 · Cavalier blanc sur case noire d4 · Roi noir sur case blanche e4 · Fou noir sur case noire h4 · Pion noir sur case blanche b3 · Cavalier noir sur case blanche h3 · Fou noir sur case blanche a2 · Pion blanc sur case noire b2 · Tour blanche sur case blanche c2 · Tour blanche sur case noire f2 · Cavalier blanc sur case blanche b1 · Fou blanc sur case blanche d1 · Tour noire sur case blanche f1 · Cavalier noir sur case noire g1 | Dame noire sur case noire h8 · Roi blanc sur case noire a7 · Dame blanche sur case noire d6 · Pion blanc sur case noire a5 · Tour noire sur case blanche h5 · Cavalier blanc sur case noire d4 · Roi noir sur case blanche e4 · Fou noir sur case noire h4 · Pion noir sur case blanche b3 · Cavalier noir sur case blanche h3 · Fou noir sur case blanche a2 · Pion blanc sur case noire b2 · Tour blanche sur case blanche c2 · Tour blanche sur case noire f2 · Cavalier blanc sur case blanche b1 · Fou blanc sur case blanche d1 · Tour noire sur case blanche f1 · Cavalier noir sur case noire g1 | Dame noire sur case noire h8 · Roi blanc sur case noire a7 · Dame blanche sur case noire d6 · Pion blanc sur case noire a5 · Tour noire sur case blanche h5 · Cavalier blanc sur case noire d4 · Roi noir sur case blanche e4 · Fou noir sur case noire h4 · Pion noir sur case blanche b3 · Cavalier noir sur case blanche h3 · Fou noir sur case blanche a2 · Pion blanc sur case noire b2 · Tour blanche sur case blanche c2 · Tour blanche sur case noire f2 · Cavalier blanc sur case blanche b1 · Fou blanc sur case blanche d1 · Tour noire sur case blanche f1 · Cavalier noir sur case noire g1 | Dame noire sur case noire h8 · Roi blanc sur case noire a7 · Dame blanche sur case noire d6 · Pion blanc sur case noire a5 · Tour noire sur case blanche h5 · Cavalier blanc sur case noire d4 · Roi noir sur case blanche e4 · Fou noir sur case noire h4 · Pion noir sur case blanche b3 · Cavalier noir sur case blanche h3 · Fou noir sur case blanche a2 · Pion blanc sur case noire b2 · Tour blanche sur case blanche c2 · Tour blanche sur case noire f2 · Cavalier blanc sur case blanche b1 · Fou blanc sur case blanche d1 · Tour noire sur case blanche f1 · Cavalier noir sur case noire g1 | 8 |
| 7 | Dame noire sur case noire h8 · Roi blanc sur case noire a7 · Dame blanche sur case noire d6 · Pion blanc sur case noire a5 · Tour noire sur case blanche h5 · Cavalier blanc sur case noire d4 · Roi noir sur case blanche e4 · Fou noir sur case noire h4 · Pion noir sur case blanche b3 · Cavalier noir sur case blanche h3 · Fou noir sur case blanche a2 · Pion blanc sur case noire b2 · Tour blanche sur case blanche c2 · Tour blanche sur case noire f2 · Cavalier blanc sur case blanche b1 · Fou blanc sur case blanche d1 · Tour noire sur case blanche f1 · Cavalier noir sur case noire g1 | Dame noire sur case noire h8 · Roi blanc sur case noire a7 · Dame blanche sur case noire d6 · Pion blanc sur case noire a5 · Tour noire sur case blanche h5 · Cavalier blanc sur case noire d4 · Roi noir sur case blanche e4 · Fou noir sur case noire h4 · Pion noir sur case blanche b3 · Cavalier noir sur case blanche h3 · Fou noir sur case blanche a2 · Pion blanc sur case noire b2 · Tour blanche sur case blanche c2 · Tour blanche sur case noire f2 · Cavalier blanc sur case blanche b1 · Fou blanc sur case blanche d1 · Tour noire sur case blanche f1 · Cavalier noir sur case noire g1 | Dame noire sur case noire h8 · Roi blanc sur case noire a7 · Dame blanche sur case noire d6 · Pion blanc sur case noire a5 · Tour noire sur case blanche h5 · Cavalier blanc sur case noire d4 · Roi noir sur case blanche e4 · Fou noir sur case noire h4 · Pion noir sur case blanche b3 · Cavalier noir sur case blanche h3 · Fou noir sur case blanche a2 · Pion blanc sur case noire b2 · Tour blanche sur case blanche c2 · Tour blanche sur case noire f2 · Cavalier blanc sur case blanche b1 · Fou blanc sur case blanche d1 · Tour noire sur case blanche f1 · Cavalier noir sur case noire g1 | Dame noire sur case noire h8 · Roi blanc sur case noire a7 · Dame blanche sur case noire d6 · Pion blanc sur case noire a5 · Tour noire sur case blanche h5 · Cavalier blanc sur case noire d4 · Roi noir sur case blanche e4 · Fou noir sur case noire h4 · Pion noir sur case blanche b3 · Cavalier noir sur case blanche h3 · Fou noir sur case blanche a2 · Pion blanc sur case noire b2 · Tour blanche sur case blanche c2 · Tour blanche sur case noire f2 · Cavalier blanc sur case blanche b1 · Fou blanc sur case blanche d1 · Tour noire sur case blanche f1 · Cavalier noir sur case noire g1 | Dame noire sur case noire h8 · Roi blanc sur case noire a7 · Dame blanche sur case noire d6 · Pion blanc sur case noire a5 · Tour noire sur case blanche h5 · Cavalier blanc sur case noire d4 · Roi noir sur case blanche e4 · Fou noir sur case noire h4 · Pion noir sur case blanche b3 · Cavalier noir sur case blanche h3 · Fou noir sur case blanche a2 · Pion blanc sur case noire b2 · Tour blanche sur case blanche c2 · Tour blanche sur case noire f2 · Cavalier blanc sur case blanche b1 · Fou blanc sur case blanche d1 · Tour noire sur case blanche f1 · Cavalier noir sur case noire g1 | Dame noire sur case noire h8 · Roi blanc sur case noire a7 · Dame blanche sur case noire d6 · Pion blanc sur case noire a5 · Tour noire sur case blanche h5 · Cavalier blanc sur case noire d4 · Roi noir sur case blanche e4 · Fou noir sur case noire h4 · Pion noir sur case blanche b3 · Cavalier noir sur case blanche h3 · Fou noir sur case blanche a2 · Pion blanc sur case noire b2 · Tour blanche sur case blanche c2 · Tour blanche sur case noire f2 · Cavalier blanc sur case blanche b1 · Fou blanc sur case blanche d1 · Tour noire sur case blanche f1 · Cavalier noir sur case noire g1 | Dame noire sur case noire h8 · Roi blanc sur case noire a7 · Dame blanche sur case noire d6 · Pion blanc sur case noire a5 · Tour noire sur case blanche h5 · Cavalier blanc sur case noire d4 · Roi noir sur case blanche e4 · Fou noir sur case noire h4 · Pion noir sur case blanche b3 · Cavalier noir sur case blanche h3 · Fou noir sur case blanche a2 · Pion blanc sur case noire b2 · Tour blanche sur case blanche c2 · Tour blanche sur case noire f2 · Cavalier blanc sur case blanche b1 · Fou blanc sur case blanche d1 · Tour noire sur case blanche f1 · Cavalier noir sur case noire g1 | Dame noire sur case noire h8 · Roi blanc sur case noire a7 · Dame blanche sur case noire d6 · Pion blanc sur case noire a5 · Tour noire sur case blanche h5 · Cavalier blanc sur case noire d4 · Roi noir sur case blanche e4 · Fou noir sur case noire h4 · Pion noir sur case blanche b3 · Cavalier noir sur case blanche h3 · Fou noir sur case blanche a2 · Pion blanc sur case noire b2 · Tour blanche sur case blanche c2 · Tour blanche sur case noire f2 · Cavalier blanc sur case blanche b1 · Fou blanc sur case blanche d1 · Tour noire sur case blanche f1 · Cavalier noir sur case noire g1 | 7 |
| 6 | Dame noire sur case noire h8 · Roi blanc sur case noire a7 · Dame blanche sur case noire d6 · Pion blanc sur case noire a5 · Tour noire sur case blanche h5 · Cavalier blanc sur case noire d4 · Roi noir sur case blanche e4 · Fou noir sur case noire h4 · Pion noir sur case blanche b3 · Cavalier noir sur case blanche h3 · Fou noir sur case blanche a2 · Pion blanc sur case noire b2 · Tour blanche sur case blanche c2 · Tour blanche sur case noire f2 · Cavalier blanc sur case blanche b1 · Fou blanc sur case blanche d1 · Tour noire sur case blanche f1 · Cavalier noir sur case noire g1 | Dame noire sur case noire h8 · Roi blanc sur case noire a7 · Dame blanche sur case noire d6 · Pion blanc sur case noire a5 · Tour noire sur case blanche h5 · Cavalier blanc sur case noire d4 · Roi noir sur case blanche e4 · Fou noir sur case noire h4 · Pion noir sur case blanche b3 · Cavalier noir sur case blanche h3 · Fou noir sur case blanche a2 · Pion blanc sur case noire b2 · Tour blanche sur case blanche c2 · Tour blanche sur case noire f2 · Cavalier blanc sur case blanche b1 · Fou blanc sur case blanche d1 · Tour noire sur case blanche f1 · Cavalier noir sur case noire g1 | Dame noire sur case noire h8 · Roi blanc sur case noire a7 · Dame blanche sur case noire d6 · Pion blanc sur case noire a5 · Tour noire sur case blanche h5 · Cavalier blanc sur case noire d4 · Roi noir sur case blanche e4 · Fou noir sur case noire h4 · Pion noir sur case blanche b3 · Cavalier noir sur case blanche h3 · Fou noir sur case blanche a2 · Pion blanc sur case noire b2 · Tour blanche sur case blanche c2 · Tour blanche sur case noire f2 · Cavalier blanc sur case blanche b1 · Fou blanc sur case blanche d1 · Tour noire sur case blanche f1 · Cavalier noir sur case noire g1 | Dame noire sur case noire h8 · Roi blanc sur case noire a7 · Dame blanche sur case noire d6 · Pion blanc sur case noire a5 · Tour noire sur case blanche h5 · Cavalier blanc sur case noire d4 · Roi noir sur case blanche e4 · Fou noir sur case noire h4 · Pion noir sur case blanche b3 · Cavalier noir sur case blanche h3 · Fou noir sur case blanche a2 · Pion blanc sur case noire b2 · Tour blanche sur case blanche c2 · Tour blanche sur case noire f2 · Cavalier blanc sur case blanche b1 · Fou blanc sur case blanche d1 · Tour noire sur case blanche f1 · Cavalier noir sur case noire g1 | Dame noire sur case noire h8 · Roi blanc sur case noire a7 · Dame blanche sur case noire d6 · Pion blanc sur case noire a5 · Tour noire sur case blanche h5 · Cavalier blanc sur case noire d4 · Roi noir sur case blanche e4 · Fou noir sur case noire h4 · Pion noir sur case blanche b3 · Cavalier noir sur case blanche h3 · Fou noir sur case blanche a2 · Pion blanc sur case noire b2 · Tour blanche sur case blanche c2 · Tour blanche sur case noire f2 · Cavalier blanc sur case blanche b1 · Fou blanc sur case blanche d1 · Tour noire sur case blanche f1 · Cavalier noir sur case noire g1 | Dame noire sur case noire h8 · Roi blanc sur case noire a7 · Dame blanche sur case noire d6 · Pion blanc sur case noire a5 · Tour noire sur case blanche h5 · Cavalier blanc sur case noire d4 · Roi noir sur case blanche e4 · Fou noir sur case noire h4 · Pion noir sur case blanche b3 · Cavalier noir sur case blanche h3 · Fou noir sur case blanche a2 · Pion blanc sur case noire b2 · Tour blanche sur case blanche c2 · Tour blanche sur case noire f2 · Cavalier blanc sur case blanche b1 · Fou blanc sur case blanche d1 · Tour noire sur case blanche f1 · Cavalier noir sur case noire g1 | Dame noire sur case noire h8 · Roi blanc sur case noire a7 · Dame blanche sur case noire d6 · Pion blanc sur case noire a5 · Tour noire sur case blanche h5 · Cavalier blanc sur case noire d4 · Roi noir sur case blanche e4 · Fou noir sur case noire h4 · Pion noir sur case blanche b3 · Cavalier noir sur case blanche h3 · Fou noir sur case blanche a2 · Pion blanc sur case noire b2 · Tour blanche sur case blanche c2 · Tour blanche sur case noire f2 · Cavalier blanc sur case blanche b1 · Fou blanc sur case blanche d1 · Tour noire sur case blanche f1 · Cavalier noir sur case noire g1 | Dame noire sur case noire h8 · Roi blanc sur case noire a7 · Dame blanche sur case noire d6 · Pion blanc sur case noire a5 · Tour noire sur case blanche h5 · Cavalier blanc sur case noire d4 · Roi noir sur case blanche e4 · Fou noir sur case noire h4 · Pion noir sur case blanche b3 · Cavalier noir sur case blanche h3 · Fou noir sur case blanche a2 · Pion blanc sur case noire b2 · Tour blanche sur case blanche c2 · Tour blanche sur case noire f2 · Cavalier blanc sur case blanche b1 · Fou blanc sur case blanche d1 · Tour noire sur case blanche f1 · Cavalier noir sur case noire g1 | 6 |
| 5 | Dame noire sur case noire h8 · Roi blanc sur case noire a7 · Dame blanche sur case noire d6 · Pion blanc sur case noire a5 · Tour noire sur case blanche h5 · Cavalier blanc sur case noire d4 · Roi noir sur case blanche e4 · Fou noir sur case noire h4 · Pion noir sur case blanche b3 · Cavalier noir sur case blanche h3 · Fou noir sur case blanche a2 · Pion blanc sur case noire b2 · Tour blanche sur case blanche c2 · Tour blanche sur case noire f2 · Cavalier blanc sur case blanche b1 · Fou blanc sur case blanche d1 · Tour noire sur case blanche f1 · Cavalier noir sur case noire g1 | Dame noire sur case noire h8 · Roi blanc sur case noire a7 · Dame blanche sur case noire d6 · Pion blanc sur case noire a5 · Tour noire sur case blanche h5 · Cavalier blanc sur case noire d4 · Roi noir sur case blanche e4 · Fou noir sur case noire h4 · Pion noir sur case blanche b3 · Cavalier noir sur case blanche h3 · Fou noir sur case blanche a2 · Pion blanc sur case noire b2 · Tour blanche sur case blanche c2 · Tour blanche sur case noire f2 · Cavalier blanc sur case blanche b1 · Fou blanc sur case blanche d1 · Tour noire sur case blanche f1 · Cavalier noir sur case noire g1 | Dame noire sur case noire h8 · Roi blanc sur case noire a7 · Dame blanche sur case noire d6 · Pion blanc sur case noire a5 · Tour noire sur case blanche h5 · Cavalier blanc sur case noire d4 · Roi noir sur case blanche e4 · Fou noir sur case noire h4 · Pion noir sur case blanche b3 · Cavalier noir sur case blanche h3 · Fou noir sur case blanche a2 · Pion blanc sur case noire b2 · Tour blanche sur case blanche c2 · Tour blanche sur case noire f2 · Cavalier blanc sur case blanche b1 · Fou blanc sur case blanche d1 · Tour noire sur case blanche f1 · Cavalier noir sur case noire g1 | Dame noire sur case noire h8 · Roi blanc sur case noire a7 · Dame blanche sur case noire d6 · Pion blanc sur case noire a5 · Tour noire sur case blanche h5 · Cavalier blanc sur case noire d4 · Roi noir sur case blanche e4 · Fou noir sur case noire h4 · Pion noir sur case blanche b3 · Cavalier noir sur case blanche h3 · Fou noir sur case blanche a2 · Pion blanc sur case noire b2 · Tour blanche sur case blanche c2 · Tour blanche sur case noire f2 · Cavalier blanc sur case blanche b1 · Fou blanc sur case blanche d1 · Tour noire sur case blanche f1 · Cavalier noir sur case noire g1 | Dame noire sur case noire h8 · Roi blanc sur case noire a7 · Dame blanche sur case noire d6 · Pion blanc sur case noire a5 · Tour noire sur case blanche h5 · Cavalier blanc sur case noire d4 · Roi noir sur case blanche e4 · Fou noir sur case noire h4 · Pion noir sur case blanche b3 · Cavalier noir sur case blanche h3 · Fou noir sur case blanche a2 · Pion blanc sur case noire b2 · Tour blanche sur case blanche c2 · Tour blanche sur case noire f2 · Cavalier blanc sur case blanche b1 · Fou blanc sur case blanche d1 · Tour noire sur case blanche f1 · Cavalier noir sur case noire g1 | Dame noire sur case noire h8 · Roi blanc sur case noire a7 · Dame blanche sur case noire d6 · Pion blanc sur case noire a5 · Tour noire sur case blanche h5 · Cavalier blanc sur case noire d4 · Roi noir sur case blanche e4 · Fou noir sur case noire h4 · Pion noir sur case blanche b3 · Cavalier noir sur case blanche h3 · Fou noir sur case blanche a2 · Pion blanc sur case noire b2 · Tour blanche sur case blanche c2 · Tour blanche sur case noire f2 · Cavalier blanc sur case blanche b1 · Fou blanc sur case blanche d1 · Tour noire sur case blanche f1 · Cavalier noir sur case noire g1 | Dame noire sur case noire h8 · Roi blanc sur case noire a7 · Dame blanche sur case noire d6 · Pion blanc sur case noire a5 · Tour noire sur case blanche h5 · Cavalier blanc sur case noire d4 · Roi noir sur case blanche e4 · Fou noir sur case noire h4 · Pion noir sur case blanche b3 · Cavalier noir sur case blanche h3 · Fou noir sur case blanche a2 · Pion blanc sur case noire b2 · Tour blanche sur case blanche c2 · Tour blanche sur case noire f2 · Cavalier blanc sur case blanche b1 · Fou blanc sur case blanche d1 · Tour noire sur case blanche f1 · Cavalier noir sur case noire g1 | Dame noire sur case noire h8 · Roi blanc sur case noire a7 · Dame blanche sur case noire d6 · Pion blanc sur case noire a5 · Tour noire sur case blanche h5 · Cavalier blanc sur case noire d4 · Roi noir sur case blanche e4 · Fou noir sur case noire h4 · Pion noir sur case blanche b3 · Cavalier noir sur case blanche h3 · Fou noir sur case blanche a2 · Pion blanc sur case noire b2 · Tour blanche sur case blanche c2 · Tour blanche sur case noire f2 · Cavalier blanc sur case blanche b1 · Fou blanc sur case blanche d1 · Tour noire sur case blanche f1 · Cavalier noir sur case noire g1 | 5 |
| 4 | Dame noire sur case noire h8 · Roi blanc sur case noire a7 · Dame blanche sur case noire d6 · Pion blanc sur case noire a5 · Tour noire sur case blanche h5 · Cavalier blanc sur case noire d4 · Roi noir sur case blanche e4 · Fou noir sur case noire h4 · Pion noir sur case blanche b3 · Cavalier noir sur case blanche h3 · Fou noir sur case blanche a2 · Pion blanc sur case noire b2 · Tour blanche sur case blanche c2 · Tour blanche sur case noire f2 · Cavalier blanc sur case blanche b1 · Fou blanc sur case blanche d1 · Tour noire sur case blanche f1 · Cavalier noir sur case noire g1 | Dame noire sur case noire h8 · Roi blanc sur case noire a7 · Dame blanche sur case noire d6 · Pion blanc sur case noire a5 · Tour noire sur case blanche h5 · Cavalier blanc sur case noire d4 · Roi noir sur case blanche e4 · Fou noir sur case noire h4 · Pion noir sur case blanche b3 · Cavalier noir sur case blanche h3 · Fou noir sur case blanche a2 · Pion blanc sur case noire b2 · Tour blanche sur case blanche c2 · Tour blanche sur case noire f2 · Cavalier blanc sur case blanche b1 · Fou blanc sur case blanche d1 · Tour noire sur case blanche f1 · Cavalier noir sur case noire g1 | Dame noire sur case noire h8 · Roi blanc sur case noire a7 · Dame blanche sur case noire d6 · Pion blanc sur case noire a5 · Tour noire sur case blanche h5 · Cavalier blanc sur case noire d4 · Roi noir sur case blanche e4 · Fou noir sur case noire h4 · Pion noir sur case blanche b3 · Cavalier noir sur case blanche h3 · Fou noir sur case blanche a2 · Pion blanc sur case noire b2 · Tour blanche sur case blanche c2 · Tour blanche sur case noire f2 · Cavalier blanc sur case blanche b1 · Fou blanc sur case blanche d1 · Tour noire sur case blanche f1 · Cavalier noir sur case noire g1 | Dame noire sur case noire h8 · Roi blanc sur case noire a7 · Dame blanche sur case noire d6 · Pion blanc sur case noire a5 · Tour noire sur case blanche h5 · Cavalier blanc sur case noire d4 · Roi noir sur case blanche e4 · Fou noir sur case noire h4 · Pion noir sur case blanche b3 · Cavalier noir sur case blanche h3 · Fou noir sur case blanche a2 · Pion blanc sur case noire b2 · Tour blanche sur case blanche c2 · Tour blanche sur case noire f2 · Cavalier blanc sur case blanche b1 · Fou blanc sur case blanche d1 · Tour noire sur case blanche f1 · Cavalier noir sur case noire g1 | Dame noire sur case noire h8 · Roi blanc sur case noire a7 · Dame blanche sur case noire d6 · Pion blanc sur case noire a5 · Tour noire sur case blanche h5 · Cavalier blanc sur case noire d4 · Roi noir sur case blanche e4 · Fou noir sur case noire h4 · Pion noir sur case blanche b3 · Cavalier noir sur case blanche h3 · Fou noir sur case blanche a2 · Pion blanc sur case noire b2 · Tour blanche sur case blanche c2 · Tour blanche sur case noire f2 · Cavalier blanc sur case blanche b1 · Fou blanc sur case blanche d1 · Tour noire sur case blanche f1 · Cavalier noir sur case noire g1 | Dame noire sur case noire h8 · Roi blanc sur case noire a7 · Dame blanche sur case noire d6 · Pion blanc sur case noire a5 · Tour noire sur case blanche h5 · Cavalier blanc sur case noire d4 · Roi noir sur case blanche e4 · Fou noir sur case noire h4 · Pion noir sur case blanche b3 · Cavalier noir sur case blanche h3 · Fou noir sur case blanche a2 · Pion blanc sur case noire b2 · Tour blanche sur case blanche c2 · Tour blanche sur case noire f2 · Cavalier blanc sur case blanche b1 · Fou blanc sur case blanche d1 · Tour noire sur case blanche f1 · Cavalier noir sur case noire g1 | Dame noire sur case noire h8 · Roi blanc sur case noire a7 · Dame blanche sur case noire d6 · Pion blanc sur case noire a5 · Tour noire sur case blanche h5 · Cavalier blanc sur case noire d4 · Roi noir sur case blanche e4 · Fou noir sur case noire h4 · Pion noir sur case blanche b3 · Cavalier noir sur case blanche h3 · Fou noir sur case blanche a2 · Pion blanc sur case noire b2 · Tour blanche sur case blanche c2 · Tour blanche sur case noire f2 · Cavalier blanc sur case blanche b1 · Fou blanc sur case blanche d1 · Tour noire sur case blanche f1 · Cavalier noir sur case noire g1 | Dame noire sur case noire h8 · Roi blanc sur case noire a7 · Dame blanche sur case noire d6 · Pion blanc sur case noire a5 · Tour noire sur case blanche h5 · Cavalier blanc sur case noire d4 · Roi noir sur case blanche e4 · Fou noir sur case noire h4 · Pion noir sur case blanche b3 · Cavalier noir sur case blanche h3 · Fou noir sur case blanche a2 · Pion blanc sur case noire b2 · Tour blanche sur case blanche c2 · Tour blanche sur case noire f2 · Cavalier blanc sur case blanche b1 · Fou blanc sur case blanche d1 · Tour noire sur case blanche f1 · Cavalier noir sur case noire g1 | 4 |
| 3 | Dame noire sur case noire h8 · Roi blanc sur case noire a7 · Dame blanche sur case noire d6 · Pion blanc sur case noire a5 · Tour noire sur case blanche h5 · Cavalier blanc sur case noire d4 · Roi noir sur case blanche e4 · Fou noir sur case noire h4 · Pion noir sur case blanche b3 · Cavalier noir sur case blanche h3 · Fou noir sur case blanche a2 · Pion blanc sur case noire b2 · Tour blanche sur case blanche c2 · Tour blanche sur case noire f2 · Cavalier blanc sur case blanche b1 · Fou blanc sur case blanche d1 · Tour noire sur case blanche f1 · Cavalier noir sur case noire g1 | Dame noire sur case noire h8 · Roi blanc sur case noire a7 · Dame blanche sur case noire d6 · Pion blanc sur case noire a5 · Tour noire sur case blanche h5 · Cavalier blanc sur case noire d4 · Roi noir sur case blanche e4 · Fou noir sur case noire h4 · Pion noir sur case blanche b3 · Cavalier noir sur case blanche h3 · Fou noir sur case blanche a2 · Pion blanc sur case noire b2 · Tour blanche sur case blanche c2 · Tour blanche sur case noire f2 · Cavalier blanc sur case blanche b1 · Fou blanc sur case blanche d1 · Tour noire sur case blanche f1 · Cavalier noir sur case noire g1 | Dame noire sur case noire h8 · Roi blanc sur case noire a7 · Dame blanche sur case noire d6 · Pion blanc sur case noire a5 · Tour noire sur case blanche h5 · Cavalier blanc sur case noire d4 · Roi noir sur case blanche e4 · Fou noir sur case noire h4 · Pion noir sur case blanche b3 · Cavalier noir sur case blanche h3 · Fou noir sur case blanche a2 · Pion blanc sur case noire b2 · Tour blanche sur case blanche c2 · Tour blanche sur case noire f2 · Cavalier blanc sur case blanche b1 · Fou blanc sur case blanche d1 · Tour noire sur case blanche f1 · Cavalier noir sur case noire g1 | Dame noire sur case noire h8 · Roi blanc sur case noire a7 · Dame blanche sur case noire d6 · Pion blanc sur case noire a5 · Tour noire sur case blanche h5 · Cavalier blanc sur case noire d4 · Roi noir sur case blanche e4 · Fou noir sur case noire h4 · Pion noir sur case blanche b3 · Cavalier noir sur case blanche h3 · Fou noir sur case blanche a2 · Pion blanc sur case noire b2 · Tour blanche sur case blanche c2 · Tour blanche sur case noire f2 · Cavalier blanc sur case blanche b1 · Fou blanc sur case blanche d1 · Tour noire sur case blanche f1 · Cavalier noir sur case noire g1 | Dame noire sur case noire h8 · Roi blanc sur case noire a7 · Dame blanche sur case noire d6 · Pion blanc sur case noire a5 · Tour noire sur case blanche h5 · Cavalier blanc sur case noire d4 · Roi noir sur case blanche e4 · Fou noir sur case noire h4 · Pion noir sur case blanche b3 · Cavalier noir sur case blanche h3 · Fou noir sur case blanche a2 · Pion blanc sur case noire b2 · Tour blanche sur case blanche c2 · Tour blanche sur case noire f2 · Cavalier blanc sur case blanche b1 · Fou blanc sur case blanche d1 · Tour noire sur case blanche f1 · Cavalier noir sur case noire g1 | Dame noire sur case noire h8 · Roi blanc sur case noire a7 · Dame blanche sur case noire d6 · Pion blanc sur case noire a5 · Tour noire sur case blanche h5 · Cavalier blanc sur case noire d4 · Roi noir sur case blanche e4 · Fou noir sur case noire h4 · Pion noir sur case blanche b3 · Cavalier noir sur case blanche h3 · Fou noir sur case blanche a2 · Pion blanc sur case noire b2 · Tour blanche sur case blanche c2 · Tour blanche sur case noire f2 · Cavalier blanc sur case blanche b1 · Fou blanc sur case blanche d1 · Tour noire sur case blanche f1 · Cavalier noir sur case noire g1 | Dame noire sur case noire h8 · Roi blanc sur case noire a7 · Dame blanche sur case noire d6 · Pion blanc sur case noire a5 · Tour noire sur case blanche h5 · Cavalier blanc sur case noire d4 · Roi noir sur case blanche e4 · Fou noir sur case noire h4 · Pion noir sur case blanche b3 · Cavalier noir sur case blanche h3 · Fou noir sur case blanche a2 · Pion blanc sur case noire b2 · Tour blanche sur case blanche c2 · Tour blanche sur case noire f2 · Cavalier blanc sur case blanche b1 · Fou blanc sur case blanche d1 · Tour noire sur case blanche f1 · Cavalier noir sur case noire g1 | Dame noire sur case noire h8 · Roi blanc sur case noire a7 · Dame blanche sur case noire d6 · Pion blanc sur case noire a5 · Tour noire sur case blanche h5 · Cavalier blanc sur case noire d4 · Roi noir sur case blanche e4 · Fou noir sur case noire h4 · Pion noir sur case blanche b3 · Cavalier noir sur case blanche h3 · Fou noir sur case blanche a2 · Pion blanc sur case noire b2 · Tour blanche sur case blanche c2 · Tour blanche sur case noire f2 · Cavalier blanc sur case blanche b1 · Fou blanc sur case blanche d1 · Tour noire sur case blanche f1 · Cavalier noir sur case noire g1 | 3 |
| 2 | Dame noire sur case noire h8 · Roi blanc sur case noire a7 · Dame blanche sur case noire d6 · Pion blanc sur case noire a5 · Tour noire sur case blanche h5 · Cavalier blanc sur case noire d4 · Roi noir sur case blanche e4 · Fou noir sur case noire h4 · Pion noir sur case blanche b3 · Cavalier noir sur case blanche h3 · Fou noir sur case blanche a2 · Pion blanc sur case noire b2 · Tour blanche sur case blanche c2 · Tour blanche sur case noire f2 · Cavalier blanc sur case blanche b1 · Fou blanc sur case blanche d1 · Tour noire sur case blanche f1 · Cavalier noir sur case noire g1 | Dame noire sur case noire h8 · Roi blanc sur case noire a7 · Dame blanche sur case noire d6 · Pion blanc sur case noire a5 · Tour noire sur case blanche h5 · Cavalier blanc sur case noire d4 · Roi noir sur case blanche e4 · Fou noir sur case noire h4 · Pion noir sur case blanche b3 · Cavalier noir sur case blanche h3 · Fou noir sur case blanche a2 · Pion blanc sur case noire b2 · Tour blanche sur case blanche c2 · Tour blanche sur case noire f2 · Cavalier blanc sur case blanche b1 · Fou blanc sur case blanche d1 · Tour noire sur case blanche f1 · Cavalier noir sur case noire g1 | Dame noire sur case noire h8 · Roi blanc sur case noire a7 · Dame blanche sur case noire d6 · Pion blanc sur case noire a5 · Tour noire sur case blanche h5 · Cavalier blanc sur case noire d4 · Roi noir sur case blanche e4 · Fou noir sur case noire h4 · Pion noir sur case blanche b3 · Cavalier noir sur case blanche h3 · Fou noir sur case blanche a2 · Pion blanc sur case noire b2 · Tour blanche sur case blanche c2 · Tour blanche sur case noire f2 · Cavalier blanc sur case blanche b1 · Fou blanc sur case blanche d1 · Tour noire sur case blanche f1 · Cavalier noir sur case noire g1 | Dame noire sur case noire h8 · Roi blanc sur case noire a7 · Dame blanche sur case noire d6 · Pion blanc sur case noire a5 · Tour noire sur case blanche h5 · Cavalier blanc sur case noire d4 · Roi noir sur case blanche e4 · Fou noir sur case noire h4 · Pion noir sur case blanche b3 · Cavalier noir sur case blanche h3 · Fou noir sur case blanche a2 · Pion blanc sur case noire b2 · Tour blanche sur case blanche c2 · Tour blanche sur case noire f2 · Cavalier blanc sur case blanche b1 · Fou blanc sur case blanche d1 · Tour noire sur case blanche f1 · Cavalier noir sur case noire g1 | Dame noire sur case noire h8 · Roi blanc sur case noire a7 · Dame blanche sur case noire d6 · Pion blanc sur case noire a5 · Tour noire sur case blanche h5 · Cavalier blanc sur case noire d4 · Roi noir sur case blanche e4 · Fou noir sur case noire h4 · Pion noir sur case blanche b3 · Cavalier noir sur case blanche h3 · Fou noir sur case blanche a2 · Pion blanc sur case noire b2 · Tour blanche sur case blanche c2 · Tour blanche sur case noire f2 · Cavalier blanc sur case blanche b1 · Fou blanc sur case blanche d1 · Tour noire sur case blanche f1 · Cavalier noir sur case noire g1 | Dame noire sur case noire h8 · Roi blanc sur case noire a7 · Dame blanche sur case noire d6 · Pion blanc sur case noire a5 · Tour noire sur case blanche h5 · Cavalier blanc sur case noire d4 · Roi noir sur case blanche e4 · Fou noir sur case noire h4 · Pion noir sur case blanche b3 · Cavalier noir sur case blanche h3 · Fou noir sur case blanche a2 · Pion blanc sur case noire b2 · Tour blanche sur case blanche c2 · Tour blanche sur case noire f2 · Cavalier blanc sur case blanche b1 · Fou blanc sur case blanche d1 · Tour noire sur case blanche f1 · Cavalier noir sur case noire g1 | Dame noire sur case noire h8 · Roi blanc sur case noire a7 · Dame blanche sur case noire d6 · Pion blanc sur case noire a5 · Tour noire sur case blanche h5 · Cavalier blanc sur case noire d4 · Roi noir sur case blanche e4 · Fou noir sur case noire h4 · Pion noir sur case blanche b3 · Cavalier noir sur case blanche h3 · Fou noir sur case blanche a2 · Pion blanc sur case noire b2 · Tour blanche sur case blanche c2 · Tour blanche sur case noire f2 · Cavalier blanc sur case blanche b1 · Fou blanc sur case blanche d1 · Tour noire sur case blanche f1 · Cavalier noir sur case noire g1 | Dame noire sur case noire h8 · Roi blanc sur case noire a7 · Dame blanche sur case noire d6 · Pion blanc sur case noire a5 · Tour noire sur case blanche h5 · Cavalier blanc sur case noire d4 · Roi noir sur case blanche e4 · Fou noir sur case noire h4 · Pion noir sur case blanche b3 · Cavalier noir sur case blanche h3 · Fou noir sur case blanche a2 · Pion blanc sur case noire b2 · Tour blanche sur case blanche c2 · Tour blanche sur case noire f2 · Cavalier blanc sur case blanche b1 · Fou blanc sur case blanche d1 · Tour noire sur case blanche f1 · Cavalier noir sur case noire g1 | 2 |
| 1 | Dame noire sur case noire h8 · Roi blanc sur case noire a7 · Dame blanche sur case noire d6 · Pion blanc sur case noire a5 · Tour noire sur case blanche h5 · Cavalier blanc sur case noire d4 · Roi noir sur case blanche e4 · Fou noir sur case noire h4 · Pion noir sur case blanche b3 · Cavalier noir sur case blanche h3 · Fou noir sur case blanche a2 · Pion blanc sur case noire b2 · Tour blanche sur case blanche c2 · Tour blanche sur case noire f2 · Cavalier blanc sur case blanche b1 · Fou blanc sur case blanche d1 · Tour noire sur case blanche f1 · Cavalier noir sur case noire g1 | Dame noire sur case noire h8 · Roi blanc sur case noire a7 · Dame blanche sur case noire d6 · Pion blanc sur case noire a5 · Tour noire sur case blanche h5 · Cavalier blanc sur case noire d4 · Roi noir sur case blanche e4 · Fou noir sur case noire h4 · Pion noir sur case blanche b3 · Cavalier noir sur case blanche h3 · Fou noir sur case blanche a2 · Pion blanc sur case noire b2 · Tour blanche sur case blanche c2 · Tour blanche sur case noire f2 · Cavalier blanc sur case blanche b1 · Fou blanc sur case blanche d1 · Tour noire sur case blanche f1 · Cavalier noir sur case noire g1 | Dame noire sur case noire h8 · Roi blanc sur case noire a7 · Dame blanche sur case noire d6 · Pion blanc sur case noire a5 · Tour noire sur case blanche h5 · Cavalier blanc sur case noire d4 · Roi noir sur case blanche e4 · Fou noir sur case noire h4 · Pion noir sur case blanche b3 · Cavalier noir sur case blanche h3 · Fou noir sur case blanche a2 · Pion blanc sur case noire b2 · Tour blanche sur case blanche c2 · Tour blanche sur case noire f2 · Cavalier blanc sur case blanche b1 · Fou blanc sur case blanche d1 · Tour noire sur case blanche f1 · Cavalier noir sur case noire g1 | Dame noire sur case noire h8 · Roi blanc sur case noire a7 · Dame blanche sur case noire d6 · Pion blanc sur case noire a5 · Tour noire sur case blanche h5 · Cavalier blanc sur case noire d4 · Roi noir sur case blanche e4 · Fou noir sur case noire h4 · Pion noir sur case blanche b3 · Cavalier noir sur case blanche h3 · Fou noir sur case blanche a2 · Pion blanc sur case noire b2 · Tour blanche sur case blanche c2 · Tour blanche sur case noire f2 · Cavalier blanc sur case blanche b1 · Fou blanc sur case blanche d1 · Tour noire sur case blanche f1 · Cavalier noir sur case noire g1 | Dame noire sur case noire h8 · Roi blanc sur case noire a7 · Dame blanche sur case noire d6 · Pion blanc sur case noire a5 · Tour noire sur case blanche h5 · Cavalier blanc sur case noire d4 · Roi noir sur case blanche e4 · Fou noir sur case noire h4 · Pion noir sur case blanche b3 · Cavalier noir sur case blanche h3 · Fou noir sur case blanche a2 · Pion blanc sur case noire b2 · Tour blanche sur case blanche c2 · Tour blanche sur case noire f2 · Cavalier blanc sur case blanche b1 · Fou blanc sur case blanche d1 · Tour noire sur case blanche f1 · Cavalier noir sur case noire g1 | Dame noire sur case noire h8 · Roi blanc sur case noire a7 · Dame blanche sur case noire d6 · Pion blanc sur case noire a5 · Tour noire sur case blanche h5 · Cavalier blanc sur case noire d4 · Roi noir sur case blanche e4 · Fou noir sur case noire h4 · Pion noir sur case blanche b3 · Cavalier noir sur case blanche h3 · Fou noir sur case blanche a2 · Pion blanc sur case noire b2 · Tour blanche sur case blanche c2 · Tour blanche sur case noire f2 · Cavalier blanc sur case blanche b1 · Fou blanc sur case blanche d1 · Tour noire sur case blanche f1 · Cavalier noir sur case noire g1 | Dame noire sur case noire h8 · Roi blanc sur case noire a7 · Dame blanche sur case noire d6 · Pion blanc sur case noire a5 · Tour noire sur case blanche h5 · Cavalier blanc sur case noire d4 · Roi noir sur case blanche e4 · Fou noir sur case noire h4 · Pion noir sur case blanche b3 · Cavalier noir sur case blanche h3 · Fou noir sur case blanche a2 · Pion blanc sur case noire b2 · Tour blanche sur case blanche c2 · Tour blanche sur case noire f2 · Cavalier blanc sur case blanche b1 · Fou blanc sur case blanche d1 · Tour noire sur case blanche f1 · Cavalier noir sur case noire g1 | Dame noire sur case noire h8 · Roi blanc sur case noire a7 · Dame blanche sur case noire d6 · Pion blanc sur case noire a5 · Tour noire sur case blanche h5 · Cavalier blanc sur case noire d4 · Roi noir sur case blanche e4 · Fou noir sur case noire h4 · Pion noir sur case blanche b3 · Cavalier noir sur case blanche h3 · Fou noir sur case blanche a2 · Pion blanc sur case noire b2 · Tour blanche sur case blanche c2 · Tour blanche sur case noire f2 · Cavalier blanc sur case blanche b1 · Fou blanc sur case blanche d1 · Tour noire sur case blanche f1 · Cavalier noir sur case noire g1 | 1 |
|   | a | b | c | d | e | f | g | h |   |

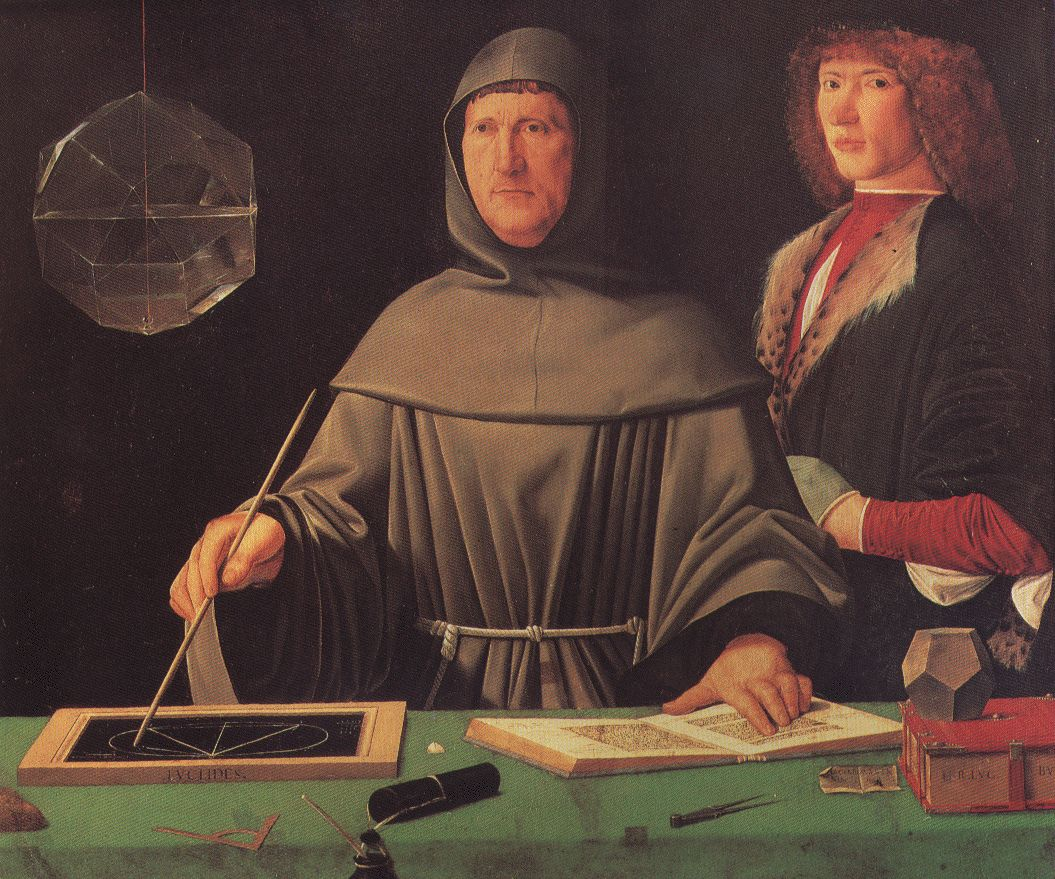
Portrait de Luca Pacioli avec son élève (Guidobaldo Ier de Montefeltro ? Albrecht Dürer ?), huile sur panneau attribuée à Jacopo de' Barbari, 1495, musée de Capodimonte, Naples.

Léonard et Luca Bartolomeo Pacioli se connaissaient tous deux depuis qu'ils ont été au service de la cour du futur duc Ludovic Sforza, à Milan, en 1497. Dans le traité de Luca Pacioli De divina proportione, Léonard est intervenu comme auteur des dessins. Après la prise de Milan par les Français en 1499, Pacioli et Léonard partent pour Mantoue, où ils entrent au service de la marquise Isabelle d'Este (1474-1539). Elle aimait les échecs et organisait des tournois entre les meilleurs joueurs. C'est la marquise qui a commandé à Pacioli un traité sur le jeu d'échecs.
Isabelle était la fille aînée d'Hercule Ier d'Este, duc de Ferrare, et d'Éléonore de Naples, fille du roi de Naples Ferdinand Ier de Naples. Elle était liée par parenté ou par mariage avec tous les souverains d'Italie et est connue comme la « première dame » de l'époque de la Renaissance. Elle a reçu une très bonne éducation, jouait du luth et de la flûte, et avait une voix remarquable. Elle connaissait l'histoire grecque, l'histoire romaine et la littérature classique. Elle étudiait aussi les cartes de géographie et s'intéressait à l'astrologie. En 1490, à 16 ans, Isabelle épouse François II de Mantoue, âgé de 25 ans.
Pacioli écrit ce recueil de problèmes d'échecs vers 1500. Le critique d'art Franco Rocco date ce recueil entre les années 1497 et 1508. Le professeur Attilio Bartoli Langeli et le professeur associé Enzo Mattezini (de l'Université de Pérouse) ont effectué des analyses de paléographie et de linguistique. À leur estime, le manuscrit a été créé à la fin du XVe siècle, début du XVIe siècle. Une datation en filigrane sur l'une des pages n'est pas antérieure à l'année 1496, alors que la demande d'imprimatur imprimée au doge de Venise Leonardo Loredan date au plus tard du 29 décembre 1508.
Le livre a été considéré comme perdu pendant longtemps. C'est l'archiviste italien Duilio Contin qui l'a retrouvé à la fin de l'année 2006, dans la collection du comte Gulielmo Coronini, au palais Coronini à Gorizia. Le comte Coronini l'avait acheté en même temps que d'autres livres, à un poète et bibliophile vénitien dont le nom reste inconnu. L'étude de la collection a été confiée au sculpteur et architecte milanais Franco Rocco. Le professeur Carlo Pedretti, spécialiste de l'œuvre de Léonard de Vinci, a été consulté également. Les critiques d'art ont établi que les illustrations n'étaient pas de la main de l'auteur du traité. Les propriétaires du manuscrit ont invité un expert de Los Angeles, membre du centre d'étude de Léonard de Vinci (de la fondation Armand Hammer), qui doit confirmer ou infirmer les conclusions de Rocco.
Les chercheurs ont attribué une partie des illustrations du manuscrit à Léonard de Vinci. Selon Franco Rocco, Pacioli a demandé à Léonard de l'aider dans sa conception du traité. Il est bien connu, d'après des sources écrites, que Léonard a joué aux échecs. Il composait des rébus, comme on appelait alors les problèmes d'échecs. Le peintre et sculpteur autrichien Franz von Matsch (1861-1942) est d'ailleurs l'auteur d'un tableau figurant Léonard de Vinci jouant aux échecs avec sa muse (1890).
Franco Rocco a établi que les dessins du traité ont été composés par deux illustrateurs différents (vraisemblablement Pacioli et Léonard de Vinci). Il estime que près de la moitié des diagrammes a été réalisée par Léonard de Vinci (en utilisant la main gauche).
Le manuscrit a été présenté lors d'une exposition à la bibliothèque du comte Coronini dans la ville de Gorizia au nord de l'Italie (région de Frioul). Le propriétaire du manuscrit est une association sans but lucratif la Coronini Cronberg Foundation (italien : Fondazione Palazzo Coronini Cronberg Onlus), créée en 1990, après la mort du comte Coronini. Le 30 septembre 2016, s'est ouverte à Milan une nouvelle exposition où le manuscrit a été présenté ainsi que le livre de Franco Rocco Leonardo e Luca Pacioli. L’evidenza.

## Caractéristique du manuscrit
Le recueil se compose de 48 feuilles de papier dont les dimensions sont de 150 × 110 mm (selon d'autres données 16 × 11,5 cm). Soit vingt quatre grandes feuilles de 22 cm pliées en deux ce qui en fait 48 de dimension 11,5 cm représentant finalement un total de 96 pages (recto-verso). L'ouvrage fournit 114 diagrammes d'échecs avec une description d'un certain nombre de mouvements pour chacun d'eux, et présente plusieurs variantes du développement de parties individuelles (en fonction du problème posé, en utilisant soit les règles anciennes, soit les règles modernes). Chaque partie est accompagnée d'un diagramme sur lequel les pièces sont peintes en rouge ou en noir. Elles sont désignées suivant les règles de l'époque par les lettres de l'alphabet latin.
Les dessins portent l'empreinte de la personnalité et de l'imagination de l'auteur et en même temps ils sont précis quant aux proportions et quant à la position des pièces dans l'espace. Les symboles sont réalisés de manière élégante et reconnaissable par Léonard de Vinci. Franco Rocco pense que les proportions des figurines sont calculées en fonction du nombre d'or, problème qui passionnait Léonard. Il affirme également que la représentation de la dame (la reine dans la terminologie de l'époque) présente des similitudes avec sa représentation sur les feuilles 212 et 293 du Codex Atlanticus de Léonard . Le jeu d'échecs utilisé par l'artiste lors de la création des illustrations du traité a été reconstitué.

## Problèmes d'échecs présentés dans le recueil
Les théoriciens des échecs ont analysé les parties individuelles du recueil. Parmi eux, le grand maître Raymond Keene, leader de la section d'échecs du The Times. Keene a décrit les problèmes du recueil comme « incroyablement compliqués » et « avancés pour leur époque ». Keen considère que c'est Léonard de Vinci qui a décrit certains problèmes du manuscrit et non Pacioli.

## Galerie

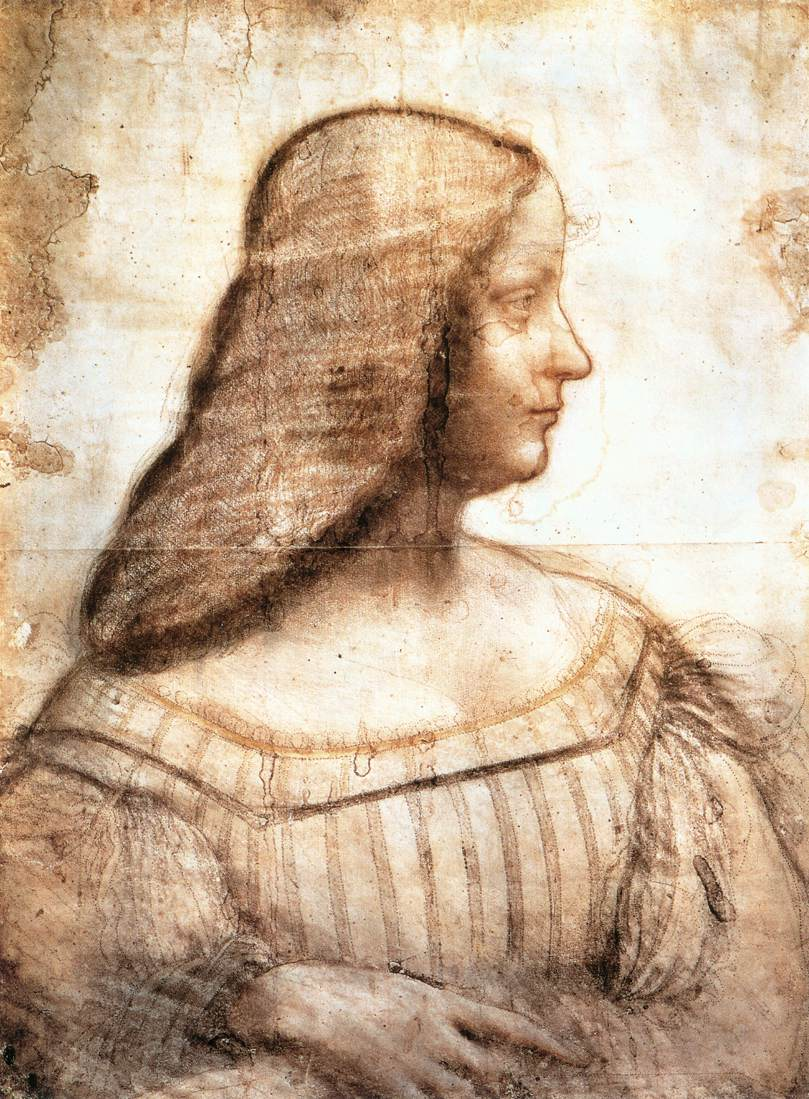
Léonard de Vinci. Portrait d'Isabelle d'Este, commanditaire du traité, 1500
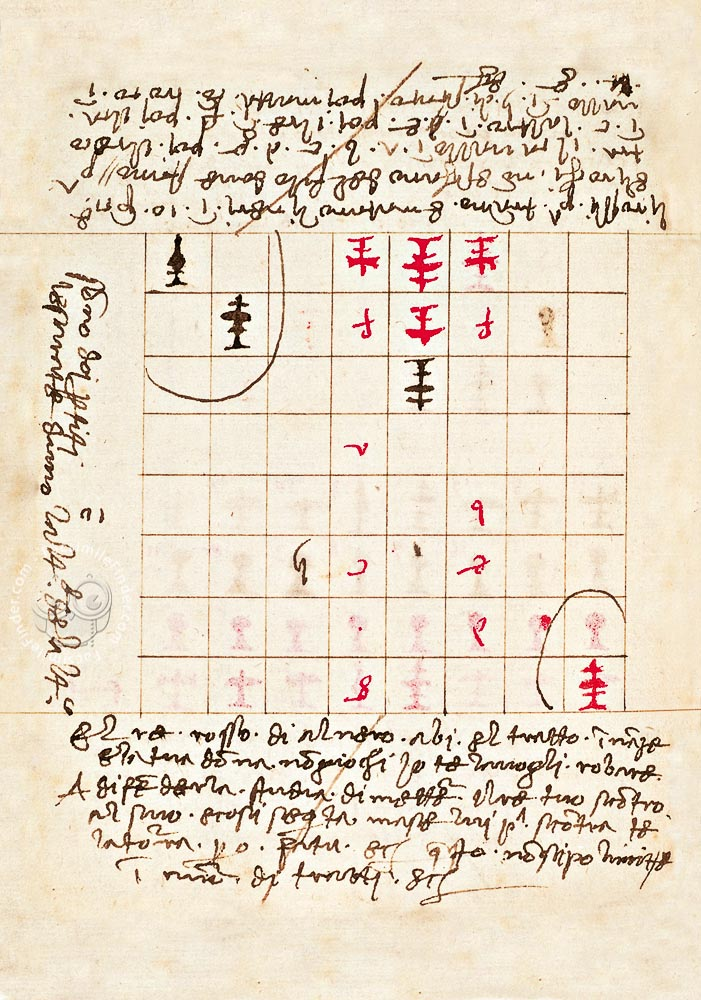
De Ludo Schacorum. Page du texte
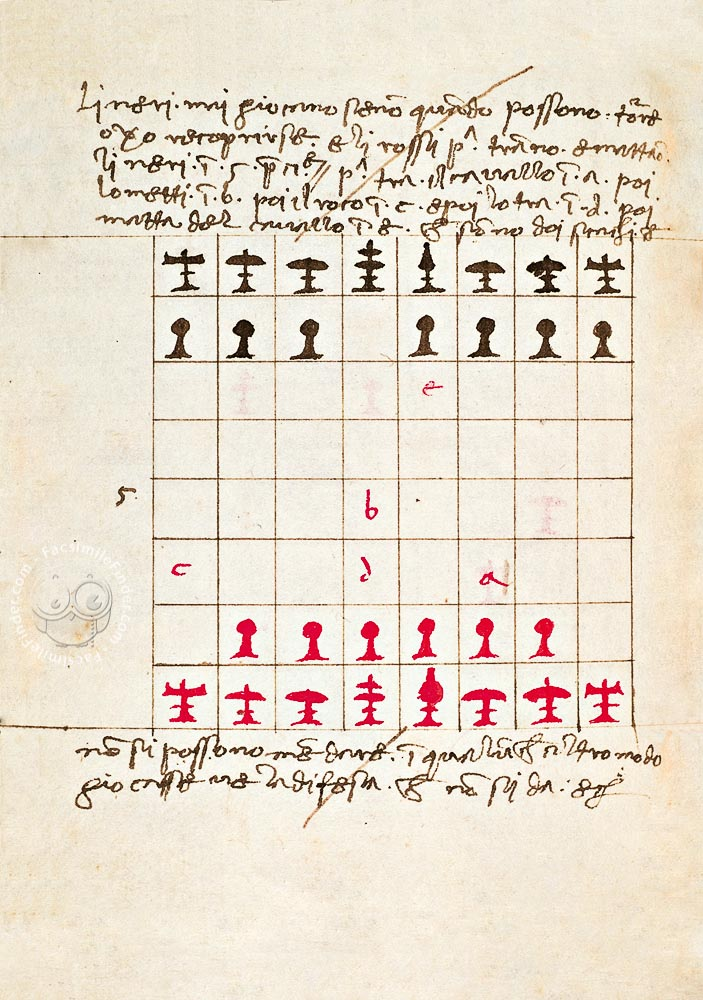
De Ludo Schacorum. Page du texte
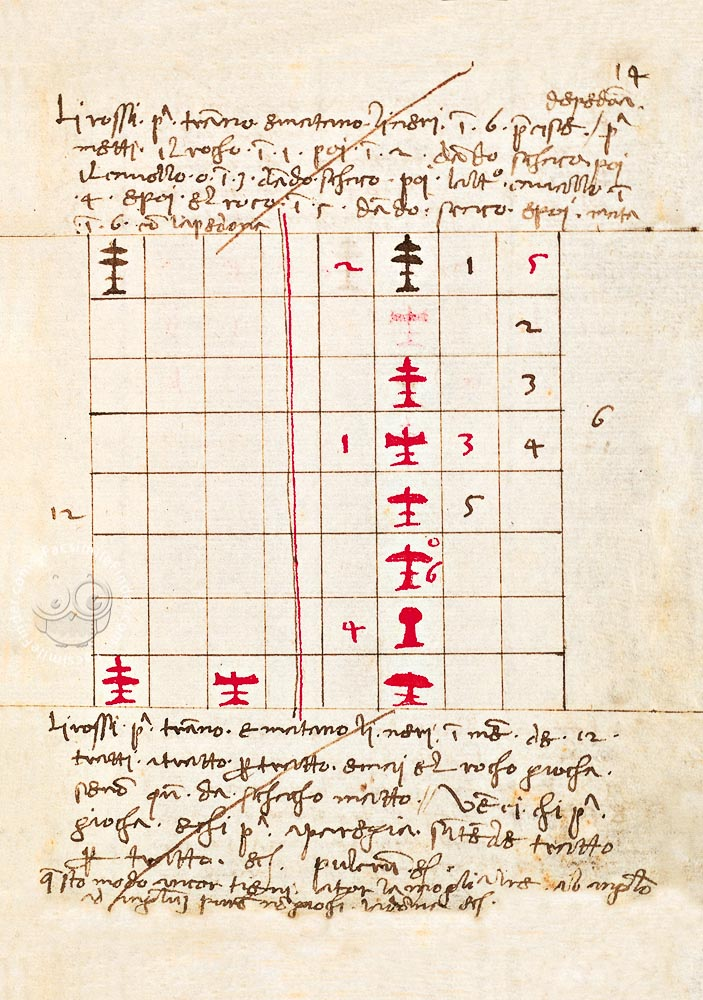
De Ludo Schacorum. Page du texte
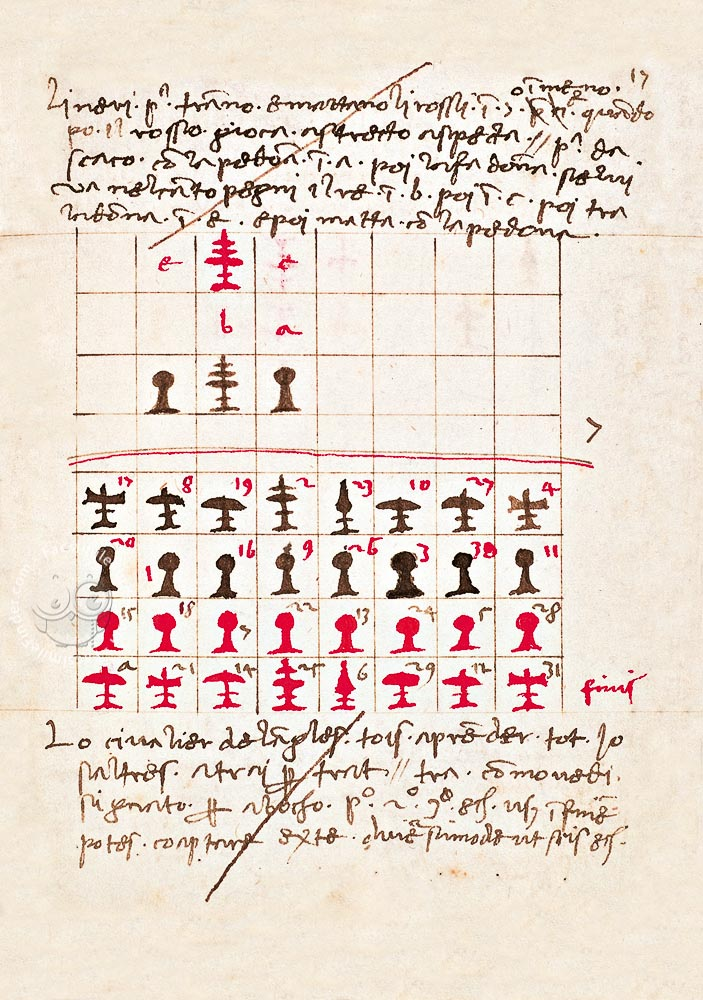
De Ludo Schacorum. Page du texte